# Toyota

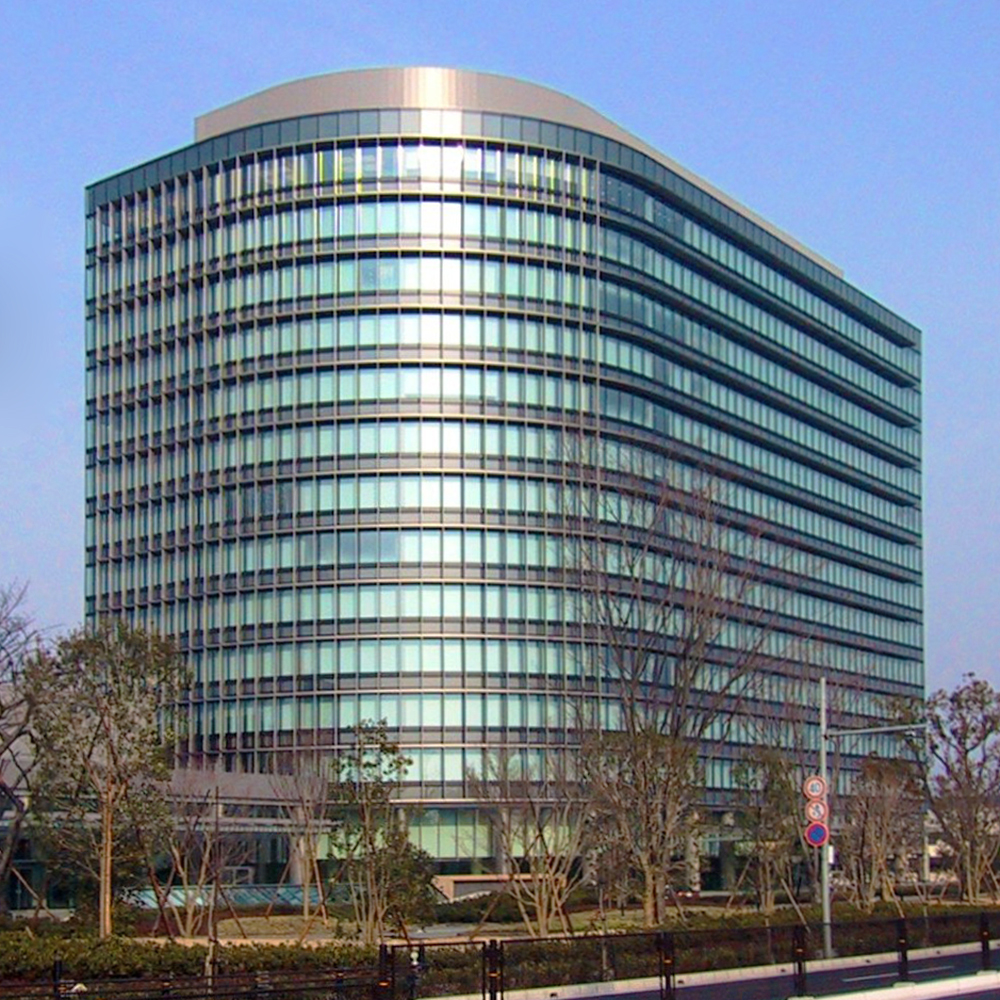
Hauptsitz der Toyota Motor Corporation im japanischen Toyota

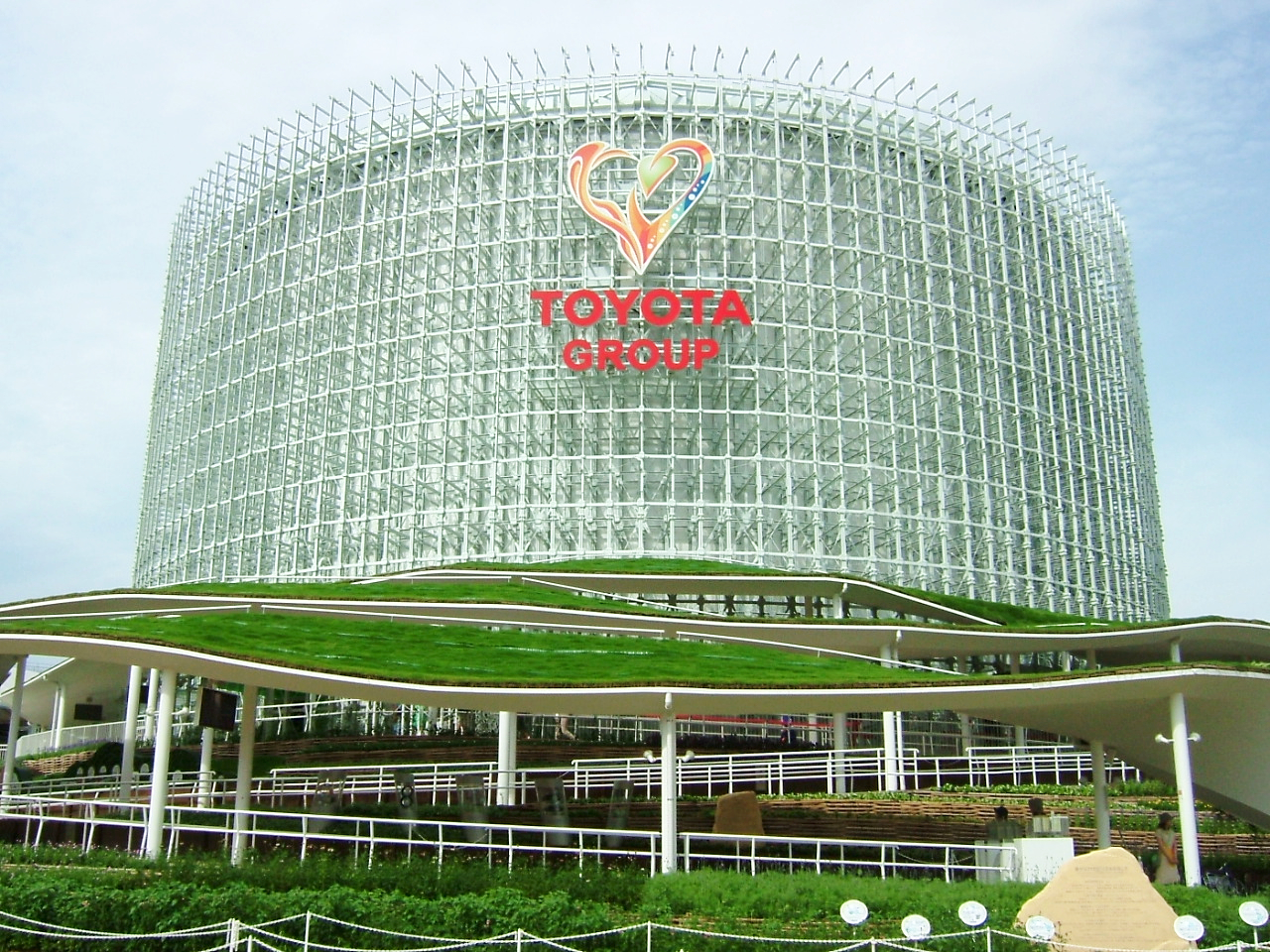
Toyota-Pavillon in Tahara für die Expo 2005

Die Toyota Motor Corporation (japanisch トヨタ自動車株式会社, Toyota Jidōsha Kabushiki-gaisha) ist ein multinationales Unternehmen und einer der größten Automobilhersteller der Welt. 2020 stellte das Unternehmen rund 9,53 Millionen Fahrzeuge her und war damit vor der Volkswagen AG nach Produktionszahlen der weltweit größte Autobauer.
Toyota hat seinen Unternehmenssitz im japanischen Toyota und ist laut der Forbes-Global-2000-Liste das zehntgrößte börsennotierte Unternehmen der Welt (Stand: 2022). Der Toyota-Konzern mit seinen 522 Tochterunternehmen hat insgesamt 372.817 Mitarbeiter (Stand: 2022) und produziert außer in den 12 japanischen Werken an 51 Standorten in 26 Staaten.
Darüber hinaus besitzt Toyota weltweit vier Designzentren.
Das 1937 von Toyoda Kiichirō und Toyoda Eiji gegründete Unternehmen galt auch 2023 als „wertvollste Automobilmarke“ der Welt.

## Unternehmensdaten

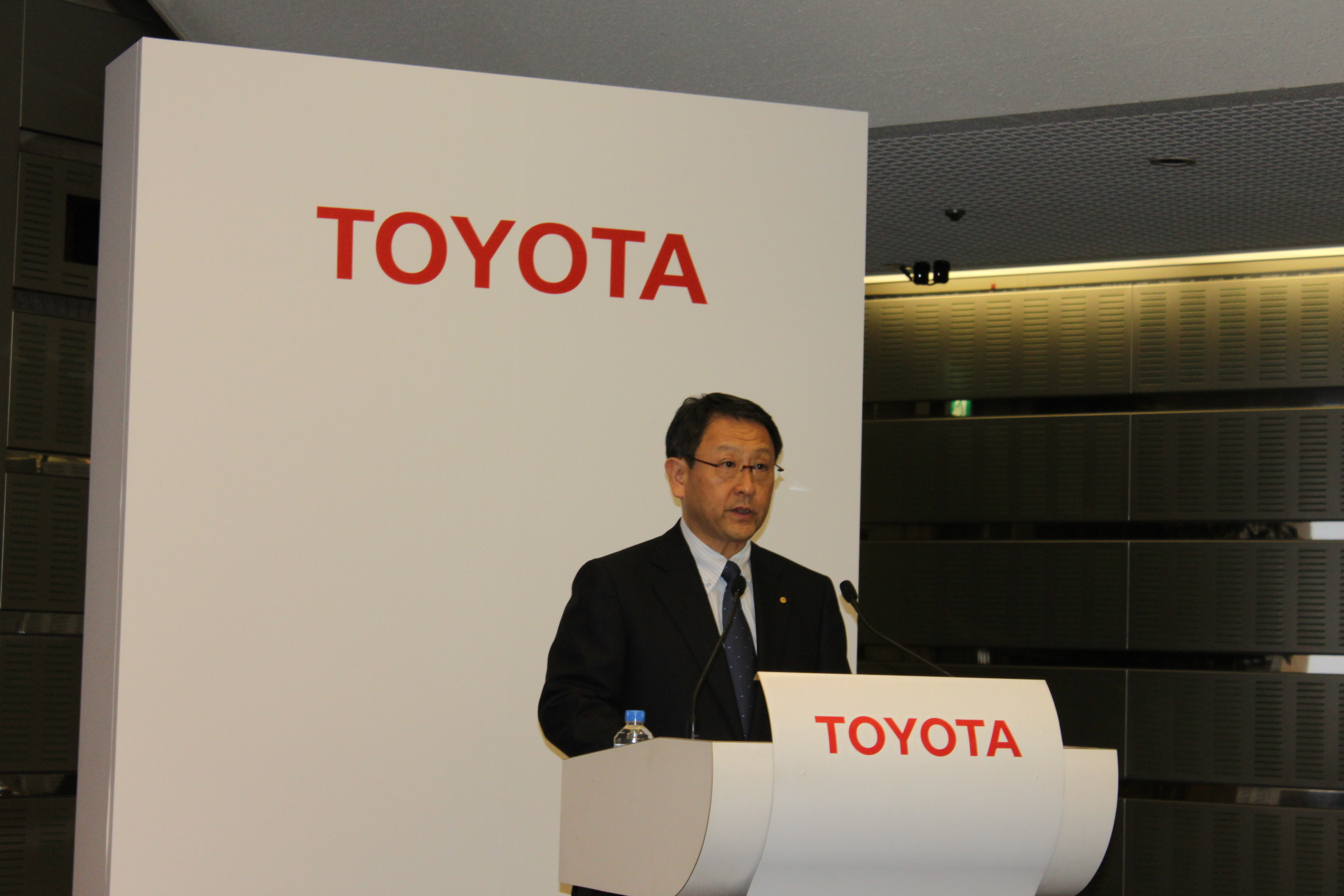
Toyota Vorsitzender Akio Toyoda bei der Bilanzpressekonferenz am 11. Mai 2011 in Tokio

Toyota wird im Nikkei 225 gelistet und hatte Ende 2017 den höchsten Börsenwert aller Automobilhersteller, wurde aber mittlerweile von Tesla, Inc. eindeutig überholt. Bis zum Oktober 2024 belief sich der Wert des US-Herstellers von Elektroautos auf rund 823,8 Milliarden US-Dollar. Toyota folgte, mit 240 Milliarden US-Dollar.
Die Fortune-Global-500-Liste von 2016 listet Toyota als das fünftgrößte Unternehmen der Welt entsprechend seinem Jahresumsatz von 254,9 Milliarden US-Dollar. In der Forbes Global 2000 Liste von 2018 belegte Toyota Platz 12. Toyota ist mittlerweile die wertvollste Automarke der Welt geworden und liegt mit einem Markenwert von 177,4 Milliarden US-Dollar weltweit auf Platz 36. 2016 erzielte Toyota über 17 Milliarden US-Dollar Gewinn (siehe auch Automobilindustrie).
Nach finanziellen Rückschlägen wurde im Juli 2009 Akio Toyoda zum Vorsitzenden ernannt.
Die Toyota Motor Corporation hat ihren Hauptsitz in der japanischen Stadt Toyota (bis 1959: Koromo), sowie einen Nebensitz im benachbarten Nagoya und Bunkyō (Tokio) und wurde 1937 zu einer eigenständigen Firma. Die Mutterfirma Toyota produziert des Weiteren noch viele andere Güter wie beispielsweise Naturschutzanlagen, Fertighäuser, Boote, elektronische Geräte und Banknetzwerke. Seit 2005 ist Toyota Inhaber des zweitgrößten Mobilfunknetzes in Japan.
Bei der Zahl der in der Batterietechnik angemeldeten Patente belegt Toyota (mit über 2.550 Patentanmeldungen von 2000 bis 2018) Platz vier.

## Unternehmensgeschichte

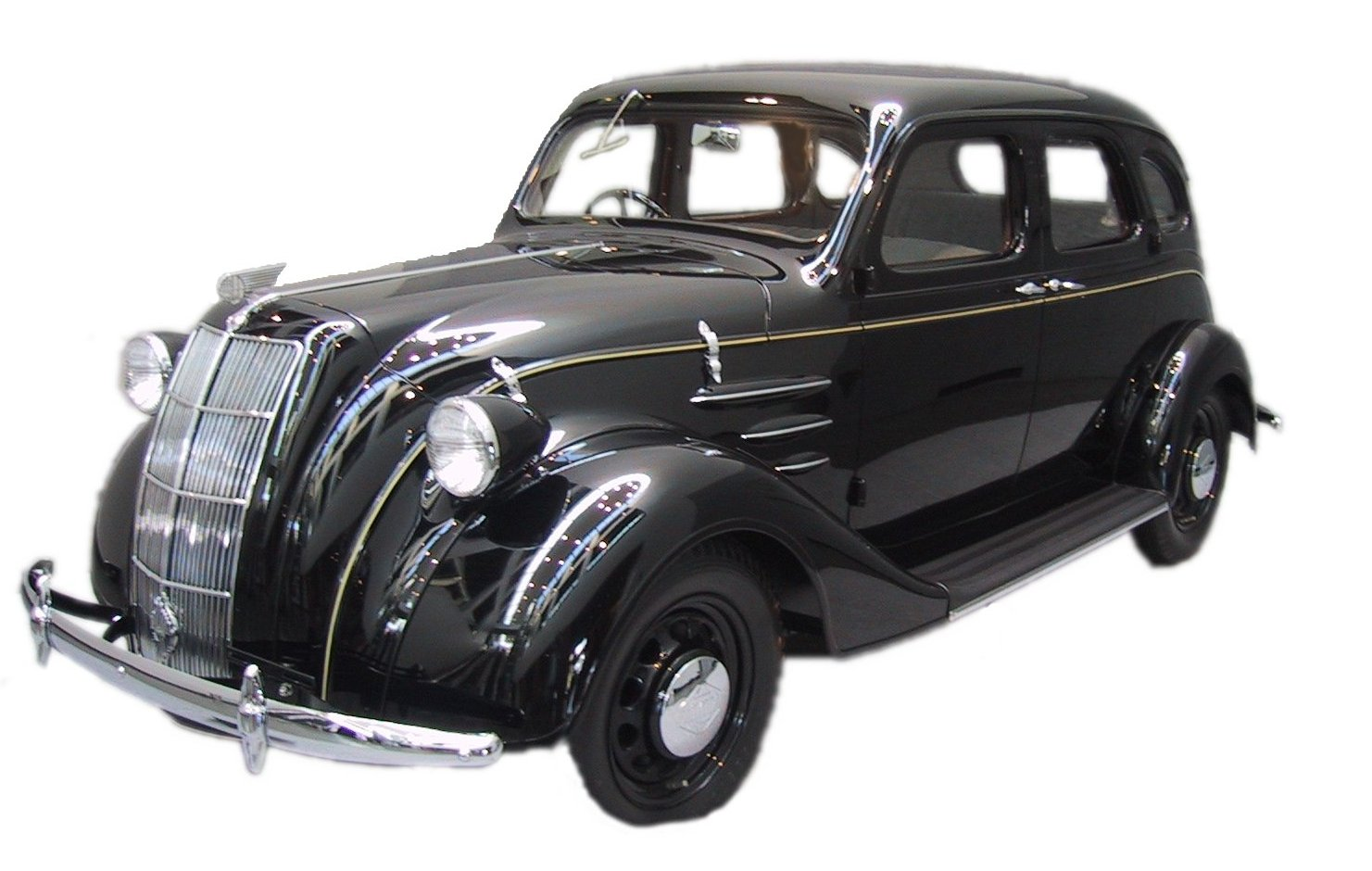
Toyota Modell AA, das erste Toyota-Automodell (1936)

Die Geschichte Toyotas begann 1867 in einer abgelegenen ländlichen Gegend außerhalb von Nagoya (Japan). Hier wurde in jenem Jahr Sakichi Toyoda als Sohn des armen Zimmermanns Ikichi Toyoda geboren. Von seinem Vater erlernte er das Handwerk des Zimmermanns und nutzte dieses Wissen schließlich, um hölzerne Spinnmaschinen zu entwerfen und zu bauen. 1894 begann er, manuelle Webstühle zu bauen, die billiger waren und besser funktionierten als bisherige Webstühle. Unter dem Eindruck der schweren Bedingungen, unter denen seine Mutter, seine Großmutter und ihre Freunde in den Spinnereien und Webereien arbeiten mussten, begann er, kraftmaschinengetriebene hölzerne Webmaschinen zu entwickeln. Dazu kaufte er sich eine gebrauchte Dampfmaschine, um damit Experimente durchzuführen.
Inzwischen hatte Sakichis Sohn Kiichirō Toyoda ein Maschinenbaustudium an der Tokioter Universität abgeschlossen. Zusammen mit Kiichirō vollendete Sakichi 1924 seine „automatisierte Webmaschine“ (Toyoda Automatic Loom), in der zum ersten Mal ein Prinzip des späteren Toyota-Produktionssystems zum Einsatz kam: Jidōka, auch autonome Automation genannt. Diese Webmaschine enthielt einen Mechanismus, der die Maschine automatisch stoppte, falls ein Faden riss. Somit konnten wenige Personen eine große Anzahl Webmaschinen bedienen, und nicht für jede Webmaschine musste ein Arbeiter abgestellt werden, der nur darauf achtet, ob ein Faden reißt. Für Produktion und Vermarktung gründete er Toyoda Automatic Loom Inc.

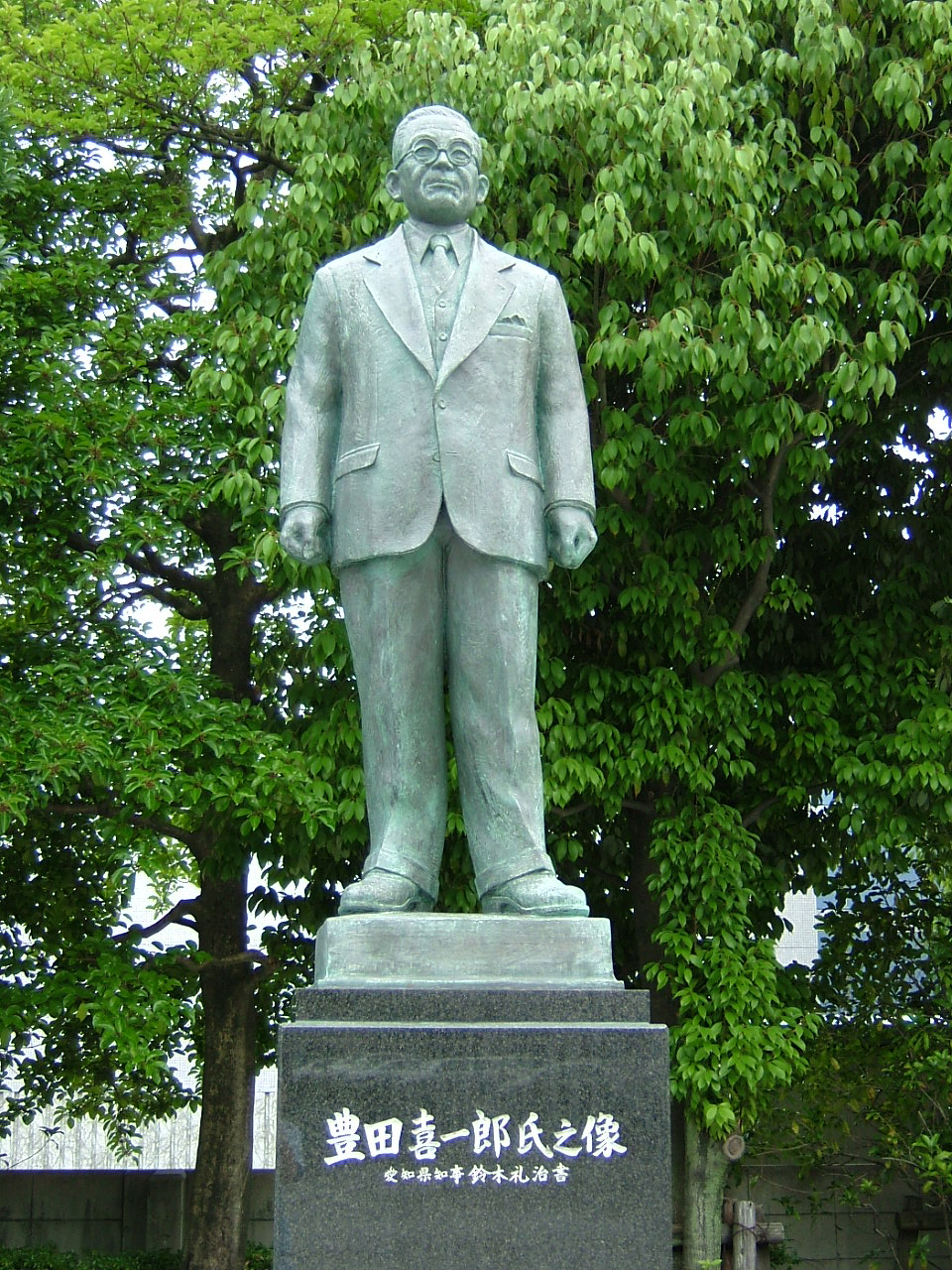
Mit dieser Bronzestatue wird Kiichirō Toyoda geehrt.

Als Sakichi Toyoda bemerkte, dass Automobile immer größere Bedeutung gewannen, schickte er seinen Sohn Kiichirō Toyoda 1929 ins Vereinigte Königreich, um die Patentrechte an seiner automatisierten Webmaschine der britischen Firma Platt Brothers zu verkaufen und mit dem Erlös eine Automobilproduktion aufzubauen. Kiichirō Toyoda handelte 100.000 britische Pfund aus und nutzte dieses Kapital, um mit dem Aufbau einer Automobilsparte zu beginnen. 1934 wurde die erste Maschine produziert, die ab 1935 zur Produktion des ersten Automodells Toyota A1 und des GG Trucks diente. Produktionsstart für das Automodell AA war 1936. Am 28. August 1937 gründete Kiichirō Toyoda zusammen mit seinem Cousin Toyoda Eiji die Toyota Motor Corporation, in die die Automobilsparte eingegliedert wurde. Anstelle des Familiennamens Toyoda wurde Toyota gewählt, um zum einen den Gründern die Trennung von Arbeitsleben und Privatleben zu ermöglichen und zum anderen die Aussprache der vereinfachten Schreibweise anzupassen: durch die Verwendung von Katakana wird der Name nun mit acht Strichen geschrieben. Dass zudem die Zahl 8 in Japan als Glückszahl gilt, war ein weiterer wichtiger Grund für die Umbenennung. Zur Umbenennung gibt es widersprüchliche Theorien.

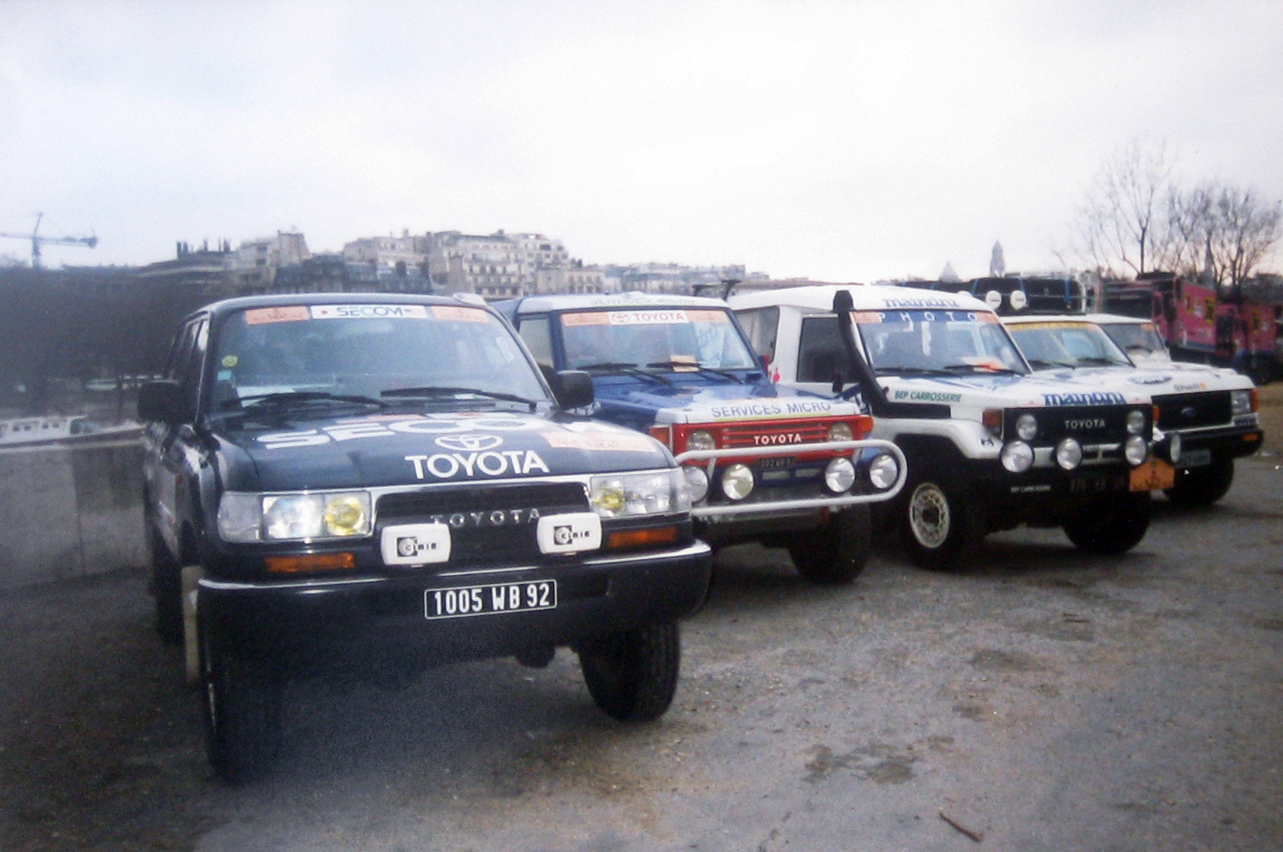
Toyota-Geländewagen der Rallye Dakar 1992 in Paris

Toyoda (japanisch)

Toyota (japanisch)

Schreibung von „Toyota“ mit acht Strichen

Während des Pazifikkrieges (1937–1945) diente die Lkw-Produktion dem japanischen Militär. Bevor die geplante Bombardierung der Toyota-Werke stattfinden konnte, endete der Krieg. Die kommerzielle Produktion begann erneut 1947 mit dem Modell SA.
Toyotas Erfolg auf dem Automarkt wird mehreren Prinzipien zugeschrieben, vor allem der ständigen Verbesserung (kai-zen) der organisatorischen Abläufe unter Mitwirkung der Belegschaft seit Ende der 1950er-Jahre, die zusammen als Toyota-Produktionssystem bezeichnet werden, welches von Taiichi Ōno entwickelt wurde. Von 1967 bis 1982 war Eiji Toyoda Präsident des Konzerns. Eiji Toyodas zahlreiche Innovationen gelten als Schlüssel für Toyotas internationalen Erfolg.
Die US-amerikanische Automobilindustrie unterschätzte die asiatische Konkurrenz bis in die 1960er-Jahre – schließlich stand in Japan offenbar noch Ende der 1950er-Jahre die Entwicklung dreirädriger, nicht-vollwertiger Kleinwagen mit Zweitaktmotor auf dem Programm. Die Fahrzeugindustrie galt als allgemein schwach entwickelt. Doch Japan holte schnell auf. 1972 löste Toyota mit insgesamt mehr als 1,5 Millionen verkauften Fahrzeugen Volkswagen als führende US-Importmarke ab, der Marktanteil betrug 14 Prozent. Die Lage auf dem Weltmarkt änderte sich entsprechend nach der ersten Ölkrise (1973/74), als weltweit die Nachfrage nach kleineren, kraftstoffsparenden Autos zunahm und die japanischen Autofirmen diesen Bedarf deckten. Auch hatten die japanischen Firmen inzwischen höhere Qualitätsstandards und Produktivitätsraten als die westliche Konkurrenz und konnten so ihre Automobile weiterhin preiswert anbieten. Auch die Serienausstattung war oft umfangreicher als die von Autos aus anderen Ländern.
1973 wurde das erste Designcenter Calty Design Research in Kalifornien eröffnet, 1998 ein europäisches in Brüssel. Letzteres wurde 2000 nach Nizza verlegt.
1979 überschritt die Pkw-Jahresproduktion bei Toyota die 2-Millionen-Marke, wobei der Exportanteil bei 47 Prozent lag.
In den 1980er-Jahren begannen dann europäische und US-amerikanische Firmen, Methoden von Toyota und anderen japanischen Automobilfirmen zu kopieren, wodurch sich der japanische Preisvorsprung tendenziell verringerte. Der Wettbewerb verlagerte sich auf Qualität, Zuverlässigkeit, Markenimage, Werterhalt und Kundenzufriedenheit. In all diesen Punkten war Toyota vor allem auf dem US-Markt erfolgreich.
Der Vertrieb von Toyota-Automobilen begann in der Schweiz 1967, in Deutschland 1970. 2004 betrug der Marktanteil weltweit über 12 %, in Japan 44 %, in Europa 5,0 % und in Deutschland 3,9 %. 2022 erzielte Toyota in Europa einen Absatzrekord mit 7,3 % Marktanteil. Dabei wurde die Tochtermarke Lexus mit eingerechnet.
Sechs Jahre nach dem Anstoß durch Ejii Toyoda und drei Jahre nach dem Start der Erprobungsfahrten führte Toyota 1989 für den nordamerikanischen und europäischen Markt die Edelmarke Lexus ein, die sich zur meistverkauften Luxusautomarke Amerikas entwickelte. Seit 2005 werden diese Fahrzeuge auch in Japan selbst angeboten. Das Design der Lexus-Modelle entsteht inzwischen im Designzentrum in Nizza.
Auf dem US-Markt verdrängte Toyota 2007 mit 2,62 Millionen verkauften Fahrzeugen die Marke Ford von ihrem bisherigen zweiten Platz hinter General Motors. 2021 wurde mit rund 2,3 Millionen Fahrzeugen auch General Motors überholt und Toyota wurde der erste ausländische Hersteller mit den meisten verkauften Modellen innerhalb eines Jahres.
Am 26. September 2013 verstarb der letzte lebende Mitbegründer und langjährige Präsident (1967–1982) Eiji Toyoda mit 100 Jahren an Herzversagen.

### Logo

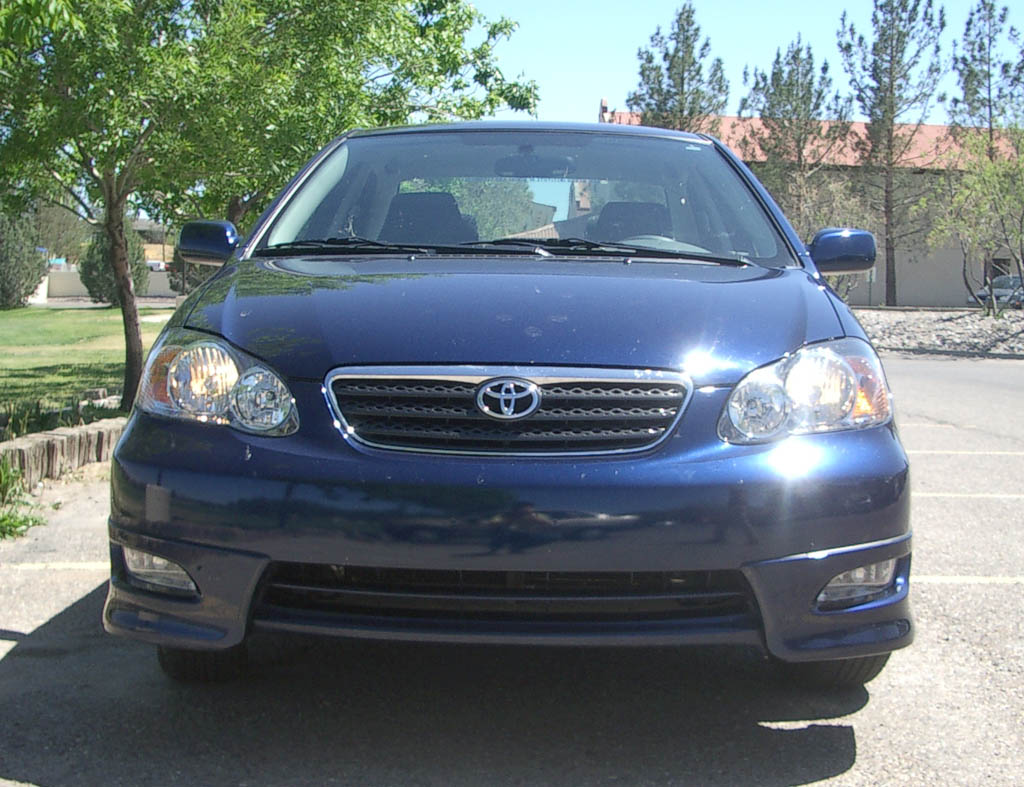
Toyota-Logo an der Vorderseite eines Toyota Corolla (US-Modell)

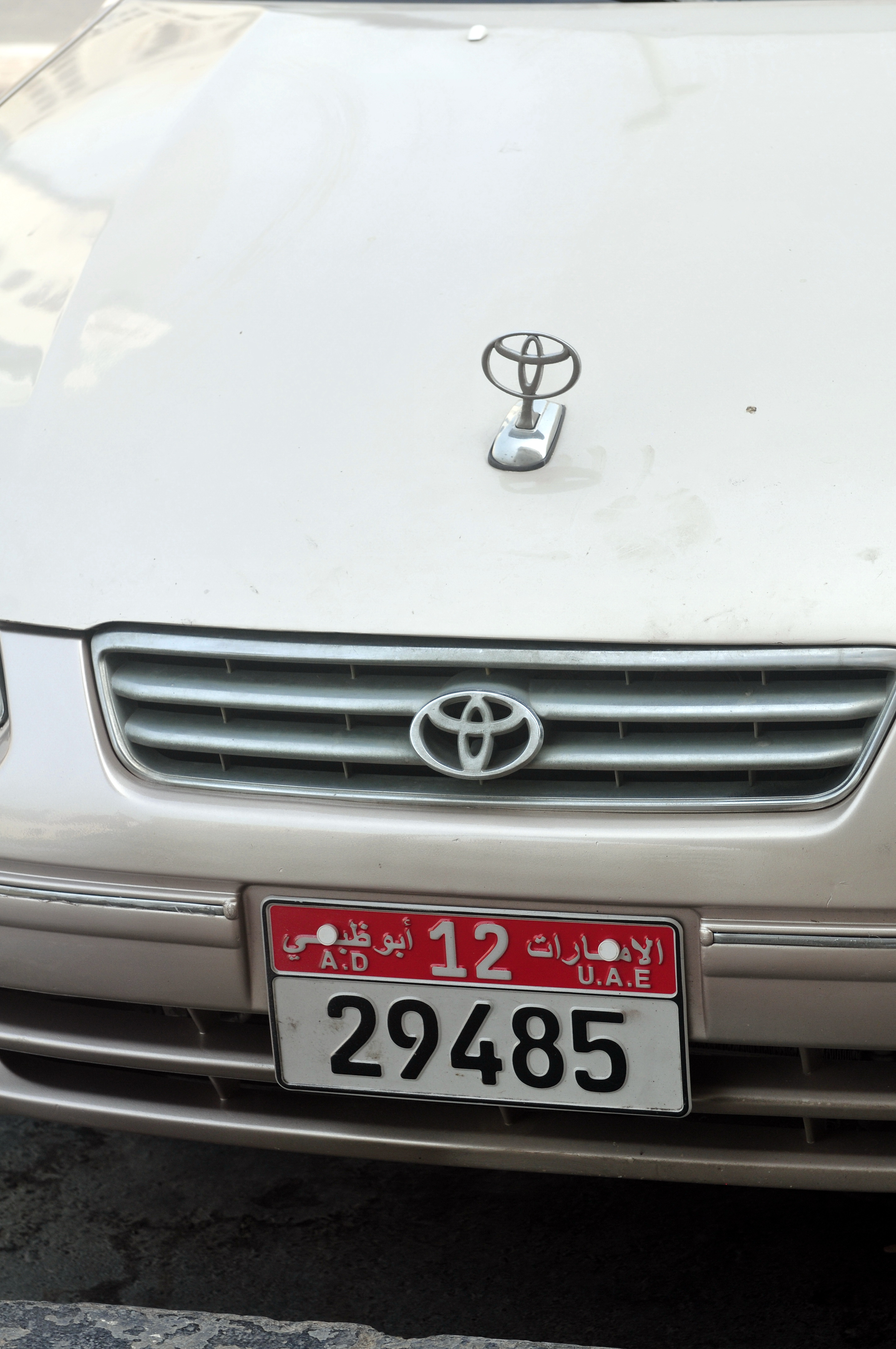
Toyota-Logo als Kühlerfigur in Abu Dhabi

Das Logo der Marke Toyota besteht aus drei miteinander verbundenen Ellipsen. Es wurde 1989 erstmals vorgestellt, um den globalen Markenauftritt zu vereinheitlichen und um die Marke Toyota deutlicher von der im selben Jahr vorgestellten Premiummarke Lexus zu differenzieren. Die zwei kleinen Ellipsen stellen den Anfangsbuchstaben „T“ dar und sollen das Herz des Autos und das Herz des Kunden symbolisieren. Alle drei Ellipsen zusammen symbolisieren die Firmenphilosophie Toyotas: das Streben nach Kundenzufriedenheit, das Streben nach Innovation sowie die Verbindung von Kreativität und Qualität.
Die Marke gehört zu den wertvollsten der Welt.

### Qualität und Kundenzufriedenheit
Toyota schnitt – wie die meisten japanischen Autohersteller – bei Pannenstatistiken in den letzten Jahren regelmäßig sehr gut ab, z. B. sind sie bei der ADAC Pannenstatistik und Kundenzufriedenheitsumfrage regelmäßig auf den vorderen Plätzen. Bei einer Kundenzufriedenheitsstudie des US-Marktforschungsunternehmens J. D. Power and Associates in den Jahren 2002, 2004 und 2005 schnitt Toyota sehr gut ab und dominierte das Feld. Bezüglich Mängeln zeigte auch der Prius 2010 und 2011 sehr gute Ergebnisse.
Toyota verwendet das selbst entwickelte Toyota-Produktionssystem, das vor allem aus den Teilen TQM (Total-Quality-Management), Kanban, Kaizen, TPM (Total Productive Maintenance) und Poka Yoke besteht. Dieses neuartige Produktionskonzept wurde von Toyota unter der Federführung von Taiichi Ōno ab 1950 entwickelt und wurde später von sämtlichen größeren Autoherstellern übernommen beziehungsweise kopiert. Es bildet heute eine wichtige Grundlage wissenschaftlicher Arbeit, Forschung und Lehre im Rahmen der Betriebswirtschaftslehre. Im Produktentstehungsprozess nutzt Toyota die Methode Design Review Based on Failure Mode (DRBFM). Die Methode DRBFM ist eine entwicklungsbegleitende Kreativitätsmethode und zugleich auch eine Philosophie zur diskursorientierten Designfindung und -evaluierung.
Laut einer Umfrage des Nürnberger Marktforschungsinstituts Puls im Auftrag der „Süddeutschen Zeitung“ hielten 2007 die Deutschen Toyota für den umweltfreundlichsten Autohersteller. Dazu hat wohl der Erfolg des ersten in Serie gebauten Hybridfahrzeugs Prius beigetragen.
Aufgrund der negativen Schlagzeilen infolge fehlerhafter Gas- und Bremspedale (siehe Pannenserie und Imageschaden 2009–2010) sind 2010 die Absatzzahlen in Deutschland eingebrochen.

## Weltweit größter Automobilhersteller

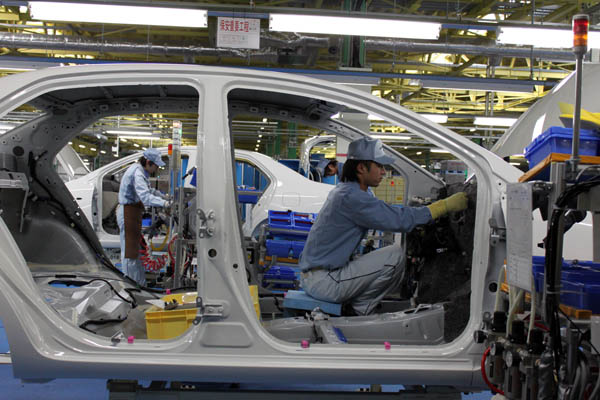
In der neuen Toyota-Fabrik in Ohira, Nähe Sendai, Präfektur Miyagi (2011). Einen Monat nach der Einweihung wurde die Gegend vom Tōhoku-Erdbeben 2011 getroffen. Das Werk blieb lange geschlossen, obwohl es nur leicht beschädigt wurde.

Toyota übernahm mit einem Absatz von 8,972 Millionen Fahrzeugen 2008 den Status des weltgrößten Automobilherstellers vor General Motors (GM). Gemäß der gültigen OICA-Rangreihe wurde Toyota auch 2009 offiziell als größter Autohersteller der Welt anerkannt. Laut OICA führte die Toyota Gruppe 2009 mit 7,23 Millionen Einheiten. General Motors hatte Platz 2 mit 6,46 Millionen Einheiten, Volkswagen mit 6,06 Millionen Einheiten den dritten Platz. Offizielle OICA-Rangreihen für das vergangene Jahr werden im Sommer des Folgejahres veröffentlicht. 2010 setzte sich nach Angaben der drei Hersteller der Trend fort. Volkswagen blieb auf Platz 3 mit 7,1 Millionen ausgelieferten Einheiten. Die GM-Gruppe war weiterhin auf Platz 2 mit 8,38 Millionen Einheiten. Die Toyota-Gruppe führt auf Platz eins mit 8,55 Millionen produzierten Einheiten. Hyundai-Kia rückte auf Platz vier. 2011 verlor Toyota Platz 1 jedoch aufgrund mehrerer Rückrufaktionen und dadurch etwas gesunkener Absatzzahlen wieder an GM. Nach der Erdbebenkatastrophe vom März 2011 konnte sich Toyota schnell erholen und war im ersten Halbjahr 2012 mit 4,97 Millionen verkauften Fahrzeugen erneut weltweit Nummer eins. Von 2013 bis 2017 führte Toyota wieder die Liste der größten Kraftfahrzeughersteller an. 2019 rutschte es wieder auf Platz 2, konnte dafür 2020 Volkswagen erneut von Platz 1 verdrängen.

## Pannenserie und Imageschaden 2009–2010

### Klemmendes Gaspedal
Im Januar 2010 begann Toyota eine Rückrufaktion von 2,3 Millionen Autos in den USA und 1,8 Millionen in Europa, Grund dafür waren einige angeblich klemmende Gaspedale, die während der Fahrt nicht mehr in ihre Ausgangsposition zurückkehrten. Dies betraf die Modelle Auris, Avensis, Aygo, Corolla, iQ, RAV4, Verso und Yaris aus verschiedenen Baujahren. In den Vereinigten Staaten wurde die Produktion und der Verkauf dieser Modelle vorübergehend gestoppt.
Anfang Februar 2010 gab die US-Bundesbehörde für Straßen- und Fahrzeugsicherheit (National Highway Traffic Safety Administration) an, auf US-amerikanischen Straßen seien unbeabsichtigt beschleunigende Wagen an mehr als 200 Unfällen mit 34 Toten beteiligt gewesen.
Schätzungen zufolge könnten dem Konzern allein für die Ersatzteile Ausgaben in Höhe von 150 Millionen Euro bevorstehen, in Bezug auf die erwartete Klagewelle der Angehörigen der Opfer sowie verunsicherter Kunden prognostizierten Experten mehrere Milliarden US-Dollar.
Ab dem 24. Februar 2010 muss sich Toyota vor Angehörigen von Unfallopfern in Washington verantworten, insbesondere hinsichtlich der Frage, seit wann Toyota von den Pannen wusste. So traten klemmende Gaspedale schon 2008 in Europa auf, woraufhin 2009 die Produktion geändert wurde. Zu Unfällen, die auf dieses Phänomen zurückzuführen sind, kam es nach Konzernangaben in Europa nicht.
Grund für das vermehrte Auftreten schwerer Unfälle bei klemmenden Gaspedalen in den USA sei nach Vermutung von Toyota-Ingenieuren die schlechte Fahrausbildung in den USA, so würden die betroffenen Fahrer in der Aufregung den Automatikwahlhebel nicht auf Neutral (N) stellen (was den Motor aufheulen ließe), sondern weiter in der Drive-Stufe (D) fahren. Ein Bremsen führe in der D-Stufe dann zum Stillstand, wenn es sofort und nicht „halbherzig“ geschehe. In der N-Stellung würde das Fahrzeug nicht weiter angetrieben und dadurch langsamer. Eine Überbeanspruchung der Bremsen würde so auch vermieden.

### Bremsprobleme
Im Februar 2010 sah sich Toyota erneut zu einer Rückrufaktion veranlasst. Wegen Problemen mit den Bremsen rief der Konzern weltweit 437.000 Fahrzeuge des Hybrid-Modells Prius zurück.
Laut Toyota besteht das Problem darin, dass auf rutschiger Fahrbahn bei einer Geschwindigkeit von 3–5 km/h und nur leichter Bremsung die Bremse um ein bis zwei Zehntelsekunden verzögert reagiert und hierdurch bei Fahrer/Fahrerin ein merkwürdiges Gefühl ausgelöst wird. Bei einer Vollbremsung steht jedoch der gesamte Bremsdruck zur Verfügung. Ein Update des ABS-Steuergerätes behebt das Problem.

### Untersuchungen
Ein Versuch der Bild am Sonntag am 14. Februar 2010 ergab bei zwei getesteten Fahrzeugen, dass sich diese trotz voll durchgetretenen Gaspedals ohne mechanische Schwierigkeiten zum Stehen bringen ließen. Auch Besitzer der Prius-Modelle sprechen von „einem merkwürdigen Bremsgefühl“ und nicht vom vollständigen Versagen der Bremsanlage; dies deckt sich mit den Aussagen von Toyota.
Eine Auswertung der elektronischen Unfall-Fahrtenschreiber von 58 Unfallwagen durch die US-Verkehrssicherheitsbehörde NHTSA ergab, dass in mindestens 35 Fällen gar nicht gebremst wurde, in anderen Fällen nur halbherzig oder erst in letzter Sekunde.
Eine im Januar 2011 veröffentlichte Untersuchung der NASA kommt zu dem Ergebnis, dass keine Fehler in der Elektronik, sondern vielmehr ein mechanisches Problem dergestalt vorgelegen habe, dass möglicherweise das Pedal geklemmt habe, teilweise mutmaßlich verursacht durch eine Fußmatte. Oft seien aber Brems- und Gaspedal verwechselt worden.
Am 8. Februar 2011 veröffentlichte die NASA den Untersuchungsbericht der von der NHTSA in Auftrag gegebenen Untersuchung der „ungewollten Beschleunigungen“. Der Bericht hält fest, dass nur einer der Unfälle in den USA auf ein klemmendes Gaspedal zurückzuführen ist. In keinem Fall konnte ein Fehler in der Elektronik festgestellt werden. Die ungewollten Beschleunigungen seien durch Fehlbedienungen der Fahrzeuge hervorgerufen worden. In den meisten Fällen wurde das Gaspedal stark durchgetreten, vermutlich nach Verwechselungen der Gas- mit den Bremspedalen. Es wurden insgesamt 75 Beschwerden über ungewollte Beschleunigung zwischen dem 1. Januar 2000 und dem 31. Dezember 2010 untersucht. Hierbei fiel auf, dass 85 % der Vorfälle erst nach dem Start der Rückrufaktion seitens Toyota aufgetreten sein sollen.
Im Oktober 2013 untersuchte ein Gericht in Los Angeles einen der Unfälle aus der Serie im Jahr 2009. Auch in diesem Fall wurden keine Beweise für ein technisches Versagen des Fahrzeuges bei einer tödlichen Kollision gefunden. Damit entlastete das US-amerikanische Gericht Toyota weiter. Im selben Monat befand ein US-Gericht in Oklahoma Toyota zu einem anderen Fall für schuldig. Michael Barr, Software-Experte für eingebettete Systeme, legte dabei unter Eid eine Studie vor, die zeigte, dass die Fahrzeugsoftware Fehler enthielt, die zur ungewollten Beschleunigung führen können. Er zeigte auch auf, dass der Untersuchungsbericht der NASA unter hohem Zeitdruck geschah und einige wichtige Fakten der NASA nicht bekannt gewesen waren. Toyota musste 3 Millionen US-Dollar Schadenersatz zahlen und legte den Rechtsstreit bei, indem das Unternehmen eine außergerichtliche Einigung mit den Klägern erzielte.

### Konsequenzen aus der Pannenserie
Als Konsequenz aus der Pannenserie wurde das Qualitätsmanagement bei Toyota umstrukturiert. Es wurden regionale Kompetenzzentren gegründet, die über kürzere Dienstwege schneller auf eventuelle Probleme bei den Fahrzeugen sowie auf Kundenfeedback reagieren können. Weiterhin werden konsequent Rückrufe zur Qualitätssicherung genutzt. Durch einen Rückruf durch eine offizielle Stelle (in Deutschland durch das Kraftfahrt-Bundesamt) wird sichergestellt, dass auch Kunden außerhalb der Herstellergarantie von Qualitätsverbesserungen profitieren können. Dies führte in den letzten Jahren zu einer Häufung der Rückrufaktionen seitens Toyota. Die Benachrichtigung der Kunden bei diesen Qualitätssicherungsmaßnahmen durch das Kraftfahrt-Bundesamt ist dabei informativ, d. h. der Kunde hat keine Konsequenzen zu befürchten, falls er dem Rückruf nicht nachkommt.
Ein Beispiel für diese Maßnahmen ist der Rückruf auf Grund schwergängiger Fensterheber: Im Oktober 2012 rief Toyota 7,4 Millionen Fahrzeuge in die Werkstätten. Der Schalter für den elektrischen Fensterheber wurde beim Zulieferer nicht ausreichend geschmiert. Dadurch konnte der Fensterheber mit der Zeit schwergängig werden. Dies betraf Fahrzeuge aus aller Welt. In den USA versuchten einige Kunden das Problem mit elektrisch leitfähigem Schmiermittel (Graphit) selbst zu lösen. Dies führte zu einer thermischen Verformung des Schalters. Nach US-Recht musste deswegen vor einer Feuergefahr gewarnt werden. Dies übernahm ein Großteil der deutschen Presse.
In Zusammenhang mit den Gaspedal-Problemen stimmte Toyota im März 2014 einer Strafzahlung von 1,2 Milliarden US-Dollar zu.

## Vertrieb

### Vertrieb in Japan
In Japan werden die Fahrzeuge der Marke Toyota über unterschiedliche Händlermarken (Vertriebskanäle) vertrieben. Ein Modell wird dabei einer oder zwei dieser Händlermarken zugeordnet. Auf der japanischen Homepage von Toyota kann man bei jedem Modell sofort sehen, bei welcher Händlerart das jeweilige Modell zu finden ist.
Es gibt zurzeit folgende vier Händlermarken bzw. Vertriebskanäle:
|  | für gehobene Modelle (Luxury vehicle channel)                                    |
|  | für mittlere Modelle (Leading channel for the medium size car market)            |
|  | für Kompaktwagen (Largest volume-sales channel, centering on compact vehicles)   |
|  | für neue Märkte (the creative) (ab 2004 inkl. der ehemaligen Händlermarke VISTA) |

Modelle der Marke Lexus werden von Toyota getrennt vertrieben.

### Vertrieb in Deutschland

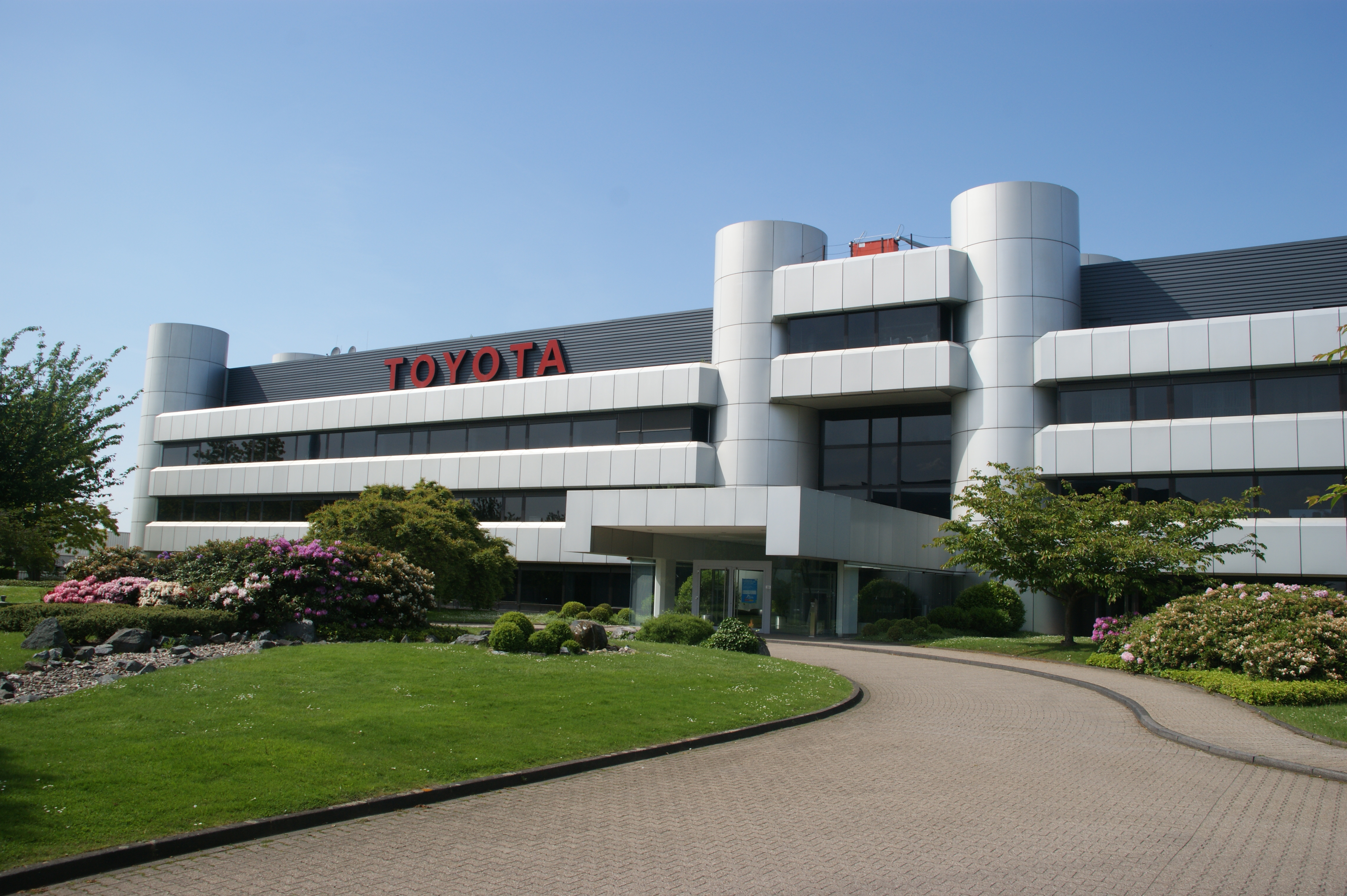
Toyota Deutschland GmbH in Köln-Marsdorf

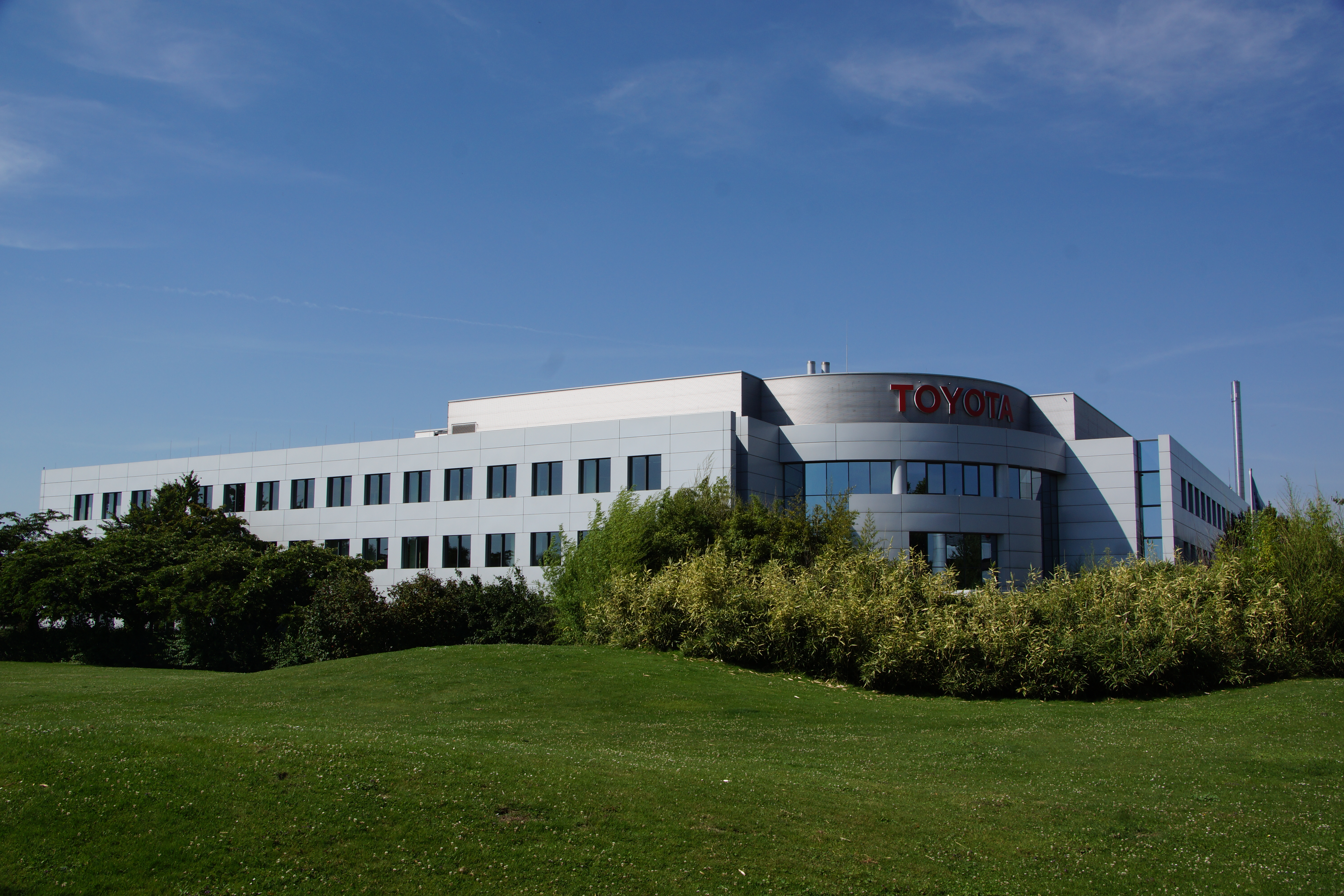
Unternehmenssitz der Toyota Kreditbank GmbH in Köln-Marsdorf

Der erste offiziell nach Deutschland importierte Toyota war ein Corolla 1211 Coupé, der am 18. Februar 1971 verkauft wurde. Erster Importeur in Deutschland war ein knapp zehnköpfiges Team in einem angemieteten 70 Quadratmeter großen Autohaus in Köln. Bis 1968 hatten sie für die Firma Woodhouse britische Marken wie MG und Morris importiert.
Am 9. Oktober 1970 wurde die Firma „Deutsche Toyota-Vertrieb Gesellschaft mit beschränkter Haftung“ gegründet. Vereinzelt wurden allerdings bereits vor 1970 Fahrzeuge in Deutschland zugelassen, diese stammten aus Belgien (seit 1963). Im ersten offiziellen Verkaufsjahr (1971) wurden in Deutschland 883 Fahrzeuge der Modelle Corolla und Carina für den Straßenverkehr zugelassen.
Toyota bereitete die Fahrzeuge wegen der deutlich höheren Geschwindigkeiten auf deutschen Straßen sorgfältig vor. Es dauerte bis zum März 1971, bis die ersten Fahrzeuge nach Deutschland geliefert wurden. Hauptverkaufsargumente waren die simple Bauweise mit Starrachse und Blattfedern hinten sowie die für die damalige Zeit sehr umfangreiche Serienausstattung. Wenige Monate nach Vertriebsbeginn wurde der Firmensitz zur Vergrößerung nach Frechen-Königsdorf verlegt. Ende 1972 waren dort bereits 83 Mitarbeiter für 332 Händler tätig.
Im November 1974 übernahm die Toyota Motor Sales Ltd die Geschäftsanteile der Kölner Firma mit 133 Mitarbeitern und 500 Händlern. An ihrer Spitze stand nun Mitsuo Yamada. 1976 folgte die Umbenennung in Toyota Deutschland GmbH.
Die Toyota Deutschland GmbH beschäftigt rund 350 Mitarbeiter in ihrer Vertriebszentrale in Köln-Marsdorf, wo der Autohersteller seit 2017 etwa 75 Fahrzeuge seiner Modellgeschichte als „Toyota Collection“ präsentiert. Außerdem ist Toyota in Köln mit den Gesellschaften TLSDE, Toyota Financial Services (TFS), der Toyota Informations-Systeme GmbH (TIS), der Toyota Kreditbank (TKG) sowie der Toyota Motorsport GmbH vertreten. Insgesamt beschäftigt Toyota in Köln ca. 1500 Mitarbeiter. Am 22. August 2002 wurde das zweimillionste Fahrzeug an einen Kunden übergeben. Der Marktanteil der Automobilmarke Toyota betrug 2005 3,93 % und 2018 rund 2,4 %. 2024 steigerte Toyota mit jährlich 103.234 Neuzulassungen dessen Absatz im Vergleich zum Vorjahr um 27 % und bleibt in Deutschland als führende asiatische Automobilmarke. Dabei baut Toyota seinen deutschen Marktanteil auf 3,3 % aus.

## Verkaufsbezeichnungen (Mitteleuropa)
| Bauzeit                                 | Baureihe                              | Anmerkung | Bild         |
| Kleinstwagen                            | Kleinstwagen                          | Kleinstwagen | Kleinstwagen |
| --------------------------------------- | ------------------------------------- | --- | ------------ |
| seit 2005                               | Toyota Aygo                           | Der Aygo entstand aus der Kooperation mit PSA und war in den ersten beiden Generationen baugleich mit Citroën C1 sowie Peugeot 107 und 108. |              |
| 2009–2014                               | Toyota iQ                             | Als Konkurrenz zum Smart Fortwo positioniert. |              |
| Kleinwagen                              |                                       | |              |
| 1961–1978                               | Toyota Publica                        | Der Kleinwagen Publica wurde von 1971 bis 1978 als Toyota 1000 in Europa als Limousine und Kombi angeboten. |              |
| 1978–1999                               | Toyota Starlet                        | Der Starlet ersetzte 1978 als Schrägheck und Kombi in Europa den 1000. Ab 1984 hatte der Starlet Frontantrieb und war nur als drei- oder fünftüriges Schrägheckmodell erhältlich. |              |
| seit 1999                               | Toyota Yaris                          | Ein Kleinwagen, der seit Frühjahr 1999 den Starlet ersetzt. In Japan heißt das Modell Vitz, das dort zudem als Stufenheckversion Belta verkauft wird. |              |
| Kompaktklasse                           |                                       | |              |
| seit 1966                               | Toyota Corolla                        | Meistverkauftes Auto der Welt und erfolgreicher Kompaktwagen von Toyota, der von Frühjahr 1971 bis Anfang 2007 auch in Europa angeboten wurde. Seit 2013 wird der Corolla wieder in Deutschland angeboten, allerdings nur als Stufenheck. Er wurde ohne Werbung ins Programm genommen. 2019 kommen wieder andere Karosserievarianten wie Stufen- und Schrägheck und Kombi auf den deutschen Markt. Auch werden verschiedene Hybrid-Varianten angeboten. |              |
| 1978–1999                               | Toyota Tercel                         | Der Tercel ist ein Kompaktklasse-PKW, der bis 1992 auch teilweise in Europa angeboten wurde. Karosserievarianten: Stufen- und Schrägheck sowie Kombi. Es war der erste Toyota mit Frontantrieb. |              |
| 2007–2019                               | Toyota Auris                          | Seit Anfang 2007 ersetzte der Auris in Europa den Corolla. Parallel zum Auris wird in Japan eine besser ausgestattete Version als Blade angeboten. Nach der Überarbeitung im Frühjahr 2010 wurde auch eine Hybrid-Variante in das Angebot aufgenommen. Ende 2012 folgte die zweite Generation des Auris, die zudem seit Mitte 2013 erstmals auch als Kombi gebaut wird. |              |
| Mittelklasse                            |                                       | |              |
| seit 1957                               | Toyota Corona                         | In Europa wurde der Corona zwischen 1971 und 1977 als Toyotas Beitrag zur oberen Mittelklasse angeboten und später durch den Cressida ersetzt. Bereits seit 1970 basieren Carina und auch Avensis weitestgehend auf der Bodengruppe des Corona. |              |
| 1970–2001                               | Toyota Carina                         | Anfänglich als günstigere Version des Corona eingeführt, übernahm er ab 1977 im Export die Rolle des Mittelklassemodells von Toyota. Anfang 1998 wurde er in Europa durch den Avensis ersetzt. |              |
| 1998–2018                               | Toyota Avensis                        | Wie früher der Carina weitestgehend baugleich mit dem rein für den asiatischen Markt vorbehaltenen Modell Corona. Seit Anfang 2009 ist er in der dritten Generation erhältlich. |              |
| seit 1997                               | Toyota Prius                          | Der Prius ist das erste Großserien-Hybridmodell. Seit 2023 ist die fünfte Generation auf dem Markt. |              |
| seit 2014                               | Toyota Mirai                          | Ähnlich wie der Prius ist auch der Mirai ein Vorreiter seiner Art, da er das erste Serien-Brennstoffzellenfahrzeug in höherer Stückzahl ist. Seit Dezember 2014 ist es in Japan erhältlich, seit September 2015 auch in Deutschland. Die zweite Generation wurde für 2020 angekündigt. |              |
| ab 2026                                 | Toyota bZ4X Touring                   | Der batterieelektrisch angetriebene Kombi basiert auf dem Subaru Trailseeker und wurde im Mai 2025 vorgestellt. |              |
| Obere Mittelklasse                      |                                       | |              |
| 1967–2004                               | Toyota Mark II                        | Dieses Fahrzeug wurde ab 1973 in Europa auch als Toyota Corona Mark II angeboten, doch bereits 1977 durch den Cressida ersetzt. |              |
| 1973–1993                               | Toyota Cressida                       | Toyotas Beitrag in der oberen Mittelklasse zwischen 1977 und 1985 auf den europäischen Märkten. Er galt dort als Nachfolger des Toyota Corona/ Mark II. |              |
| seit 1980                               | Toyota Camry                          | Der Camry wurde in Europa erstmals ab Anfang 1983 als Stufen- und Schrägheck-Limousine angeboten. Als eigenständiges Modell löste er im Herbst 1986 als Limousine und Kombi den Cressida in Europa ab, wo er bis Mitte 2004 verkauft wurde. 2019 wurde die Baureihe auch wieder in Europa als Nachfolger des Avensis eingeführt. In Japan und den USA war er von 1998 bis 2008 auch als Coupé und Cabrio zu ordern (Camry Solara). In den USA gehört der Camry zu den meistverkauften Autos. Von 2001 bis 2017 unterschied sich das asiatische Modell optisch von der internationalen Version. Die aktuelle Generation ist wieder einheitlich. |              |
| Coupés                                  |                                       | |              |
| 1991–1999                               | Toyota Paseo                          | Die erste Paseo-Generation (L4) wurde nur auf dem nordamerikanischen und japanischen Markt angeboten, während die zweite Generation (L5) ab 1996 auch nach Europa kam. Diese Version gab es auch als Cabriolet. |              |
| 1970–2005                               | Toyota Celica                         | Der Celica war ein sportliches Coupé auf Basis des Corona/Carina. Das Modell wurde von Herbst 1970 bis Sommer 2005 in sieben Generationen hergestellt. In den USA wurde er durch den Scion tC ersetzt. |              |
| 2012–2020                               | Toyota GT86                           | Nach sieben Jahren Abstinenz führt Toyota mit dem GT86 seit Sommer 2012 wieder ein Sportcoupé im Programm. Es teilt sich die technische Basis mit den Modellen Subaru BRZ und Scion FR-S (bis 2016). |              |
| seit 2021                               | Toyota GR86                           | Das Nachfolgemodell des GT86 teilt sich die Basis wieder mit dem Subaru BRZ. |              |
| Sportwagen & Roadster                   |                                       | |              |
| 1967–1970                               | Toyota 2000 GT                        | Das Modell wurde 1965 auf der Tokyo Motor Show präsentiert. Das Modell wird von heutigen Automobilsammlern zu sehr hohen Preisen gehandelt, da nur 351 Einheiten des Fahrzeugs produziert wurden. |              |
| 1984–2007                               | Toyota MR2                            | Der Ende 1984 präsentierte MR2 war ein Coupé mit Mittelmotor, das auch mit herausnehmbaren Dachteilen (Targa) zu haben war. Ab Anfang 2000 wurde er zu einem Roadster mit Vinylverdeck. In Japan wurde er von da an als Toyota MR-S verkauft. |              |
| 1986–2002                               | Toyota Supra                          | Zwischen 1978 und 1986 war der Supra eine Sportversion des Celica, aber danach wurde er als eigenständiges Modell bis 2002 weitergebaut. |              |
| seit 2019                               | Toyota GR Supra                       | Seit 2019 bietet Toyota mit dem GR Supra wieder einen Sportwagen an. Er teilt sich die Plattform mit dem BMW Z4. |              |
| Geländewagen, SUVs und Pick-ups         |                                       | |              |
| seit 1950                               | Toyota Land Cruiser                   | Erfolgreicher Geländewagen, der auf manchen Märkten auch als Toyota Prado vertrieben wird (in Brasilien als Toyota Bandeirante). |              |
| seit 1968                               | Toyota Hilux                          | Pickup, der ursprünglich als kleineres besser ausgestattetes Modell des Toyota Stout von Hino Jidōsha entwickelt wurde. |              |
| seit 1984                               | Toyota 4Runner                        | Ein mittelgroßer Geländewagen, der bis 2001 in Europa und bis 2009 als Toyota Hilux Surf in Asien angeboten wurde. |              |
| seit 1994                               | Toyota RAV4                           | Mit seinem Erscheinen im Sommer 1994 wurde er zum Begründer der Softroader (SUV), der in Deutschland besser als „Funcruiser“ bekannt war. Im Frühjahr 2013 folgt die vierte Generation. |              |
| seit 2001                               | Toyota Highlander                     | Zunächst nur in Japan, China und Nordamerika erhältlich. Also Otto-Hybrid wird das knapp fünf Meter lange Fahrzeug seit Anfang 2021 auch in Europa vertrieben. |              |
| seit 2009                               | Toyota Urban Cruiser                  | Der Urban Cruiser wurde auf dem Pariser Autosalon 2008 als Konzeptfahrzeug vorgestellt. Zwischen 2009 und 2014 war er als Serienmodell auch mit Allradantrieb erhältlich. 2025 soll ein neuer Urban Cruiser auf den Markt kommen, nun elektrisch angetrieben. |              |
| seit 2016                               | Toyota C-HR                           | Der Toyota C-HR ist ein Crossover-SUV, das 2014 in Paris auf der Mondial de l’Automobile als Designstudie Toyota C-HR Concept erstmals präsentiert wurde. |              |
| seit 2020                               | Toyota Corolla Cross                  | Der Corolla Cross wurde im Sommer 2020 auf Basis des Corolla vorgestellt. In Europa erfolgte die Markteinführung erst 2022. Hier ist ausschließlich ein Hybridantrieb verfügbar. |              |
| seit 2021                               | Toyota Yaris Cross                    | Der Yaris Cross wurde im Frühjahr 2020 auf Basis des Yaris vorgestellt. Er ist unterhalb des C-HR positioniert. |              |
| seit 2022                               | Toyota bZ4X                           | Das batterieelektrisch angetriebene SUV wurde im Oktober 2021 vorgestellt. Es teilt sich die Basis mit dem Subaru Solterra. |              |
| ab 2025                                 | Toyota C-HR+                          | Im März 2025 präsentiertes, elektrisch angetriebenes Serienmodell des 2022 vorgestellten Toyota bZ Compact SUV Concept. |              |
| Vans                                    |                                       | |              |
| seit 1978                               | Toyota TownAce                        | Der TownAce wurde von 1982 bis 1992 als Model F/Spacecruiser in Europa, von 1982 bis 1990 in Nordamerika als Toyota Van und in Australien als Toyota Tarago angeboten. Als Basis diente der Toyota Liteace. |              |
| 1990–2019                               | Toyota Estima                         | In Australien Toyota Tarago. Bis 1997 in Nordamerika und bis 2005 in Europa als Toyota Previa angeboten. |              |
| 1996–2001                               | Toyota Picnic                         | Ein Kompaktvan, der auf dem Carina basierte und alternativ auch Toyota Ipsum genannt wurde. Sein Nachfolger war der Toyota Avensis Verso. |              |
| 1999–2005                               | Toyota Yaris Verso                    | Minivan auf Basis des Yaris/Vitz. |              |
| 1997–2009                               | Toyota Corolla Spacio                 | In Europa von 2001 bis 2009 als Corolla Verso erhältlich, wobei er nach dem Facelift im Frühjahr 2004 im türkischen Toyota-Werk für Europa gebaut wurde. |              |
| 2001–2009                               | Toyota Avensis Verso                  | Ein Van auf Basis des Avensis. Er erhielt 2004 eine optische Neugestaltung, jedoch wurde der Verkauf in Deutschland Mitte 2005 eingestellt. Bis 2009 nur noch im Ausland bestellbar. Alternativ (wie der Vorgänger Picnic) Toyota Ipsum genannt. |              |
| 2009–2018                               | Toyota Verso                          | Der Verso ersetzte im Modellangebot den Corolla Spacio/Verso und Avensis Verso. Seit April 2013 wird das Facelift ausgeliefert. |              |
| 2011–2015                               | Toyota Verso-S                        | Kleiner Van unterhalb des Toyota Verso als Konkurrenz zum Opel Meriva. In Japan als Toyota Ractis. |              |
| 2011–2021                               | Toyota Prius+                         | Die Van-Variante des Prius. In den USA „Prius V“ genannt, wobei das „V“ für „Versatility“ (Vielseitigkeit) steht. |              |
| seit 2020                               | Toyota Proace City                    | Bis zu siebensitziger Van auf Basis des Citroën Berlingo. |              |
| Transporter und Lieferwagen             |                                       | |              |
| seit 1959                               | Toyota Dyna                           | In Japan teilweise als Toyoace vermarktet, seit 1977 auch in Europa angeboten. Bis 2003 auch als Daihatsu Delta und seit 2000 auch als Hino Dutro gebaut. |              |
| seit 1967                               | Toyota Hiace                          | Der Toyota Hiace ist ein Kastenwagen und Kleinbus, der auch als Minibus Toyota Commuter gebaut wird. In den ersten Generationen gab es auch einen Pickup. |              |
| seit 1970                               | Toyota LiteAce                        | Er wird in verschiedenen Karosserievarianten gebaut: Kastenwagen, Kombi, Kleinbus und Pickup. Bis 1996 auch in Europa angeboten. |              |
| 1995–2011                               | Toyota Hiace Europa                   | Von 1995 bis 2011 gab es für Europa ein eigenes Hiace-Modell, das auf dem Toyota Granvia basiert. In Asien wurde es bis 2005 als Grand Hiace angeboten. |              |
| seit 2013                               | Toyota Proace                         | Seit 2013 wird in Europa der Proace als Lieferwagen angeboten, der mittels Badge-Engineering von PSA Peugeot Citroën produziert wird und sich die technische Basis mit dem Peugeot Expert und dem Citroën Jumpy teilt. Die zweite Generation wurde auf dem Genfer Autosalon 2016 vorgestellt und dann auch als Kleintransporter gebaut. |              |
| seit 2024                               | Toyota Proace Max                     | Kleintransporter auf Basis des 2006 eingeführten Fiat Ducato. Die Version von Toyota wurde im November 2023 vorgestellt. |              |
| Nicht in Mitteleuropa verkaufte Modelle |                                       | |              |
| 1954–1986                               | Toyota Stout                          | Toyotas erster Pickup, ursprünglich als Toyopet Stout. Export auch nach Nordamerika. |              |
| 1965–1969                               | Toyota Sports 800                     | Toyotas erster in Serie gefertigter Sportwagen. |              |
| 1967–1970                               | Toyota 2000 GT                        | In geringer Stückzahl verkaufter Sportwagen. |              |
| 1980–1990                               | Toyota Blizzard                       | Geländewagen auf Basis des Daihatsu Taft und Daihatsu Rugger. |              |
| 1982–2003                               | Toyota Vista                          | Nur in Japan; bis 1998 Version des Toyota Camry; Basis für den ersten Lexus ES 250 (1989–2001). Die Kombiversion hieß Ardeo. |              |
| 1983–1987                               | Toyota Sprinter Trueno                | Ähnlich dem Toyota Corolla. |              |
| 1983–2005                               | Toyota Soarer                         | Der Lexus SC wurde in Japan als Toyota Soarer verkauft. Inzwischen wird die Marke Lexus auch dort verwendet. |              |
| 1985–1989                               | Toyota Corona Coupé                   | Sportliches Coupé, Schwestermodell des Celica. |              |
| 1990–1995                               | Toyota Sera                           | Nur als Rechtslenkermodell. |              |
| 1991–1993                               | Toyota Lexcen                         | Nur in Australien erhältlich; es handelte sich um einen zeitgenössischen Holden Commodore mit Toyota-Emblemen. |              |
| 1991–1999                               | Toyota Cynos                          | Kein Vertrieb in Deutschland. Nahezu baugleich mit Paseo. |              |
| 1991–2006                               | Toyota Windom                         | In Japan auf Basis des Toyota Camry angebotenes Modell, das nun auch dort durch den Lexus ES abgelöst ist. |              |
| 1992–2007                               | Toyota Caldina                        | Vertrieb nur in Japan. |              |
| 1993–2005                               | Toyota Aristo                         | Der Lexus GS wurde in Japan als Toyota Aristo verkauft. Inzwischen wird die Marke Lexus auch dort verwendet. |              |
| 1994–1998                               | Toyota Curren                         | Sportcoupé; wurde auf verschiedenen Märkten angeboten. |              |
| 1995–2005                               | Toyota Granvia                        | Minivan, der auch die Basis für den Hiace Europa lieferte. |              |
| 1995–2002                               | Toyota Mega Cruiser                   | Geländewagen, nur in Japan. |              |
| 1996–2000                               | Toyota Cavalier                       | Als Mittelklasselimousine sollte das japanische Schwestermodell des Chevrolet Cavalier die Masse begeistern. Doch wurde das Modell ein Ladenhüter und floppte. Die Nachfolge trat schließlich der weitaus erfolgreichere Allion an. |              |
| 1997–2002                               | Toyota Regius                         | Allradantriebs-Van, der auf dem Granvia basierte. |              |
| 1997–2004                               | Toyota Kijang                         | Nur in Asien und Südafrika. AUV (Asian Utility Vehicle), erhältlich als Pick-up und Minibus. Ursprünglich ein Nachbau des Toyota Hilux, wurde von Toyota Indonesia gebaut. Zwischen 1998 und 2004 auch als Toyota Tamaraw auf den Philippinen verkauft. Varianten des Minibus sind FX (Hecktüren) und Revo (Heckklappe). |              |
| 1998–2006                               | Toyota Celsior                        | Der Lexus LS wurde in Japan als Toyota Celsior verkauft. Inzwischen wurde die Marke Lexus auch dort eingeführt. |              |
| 1998–2004                               | Toyota Duet                           | Kein Vertrieb in Deutschland. Baugleich mit dem Daihatsu Sirion. |              |
| 1998–2004                               | Toyota Gaia                           | Ein Van, der gegen Nissan Prairie und Honda Shuttle antrat. Wurde vom Toyota Isis abgelöst. |              |
| 1998–2006                               | Toyota Altezza                        | In Europa und den USA als Lexus IS. Inzwischen wird die Marke Lexus auch in Japan verwendet. |              |
| 1998–2007                               | Toyota Progrès                        | Eine Mittelklasse-Limousine, die nur in Japan vertrieben wurde. |              |
| 1998–2009                               | Toyota Camry Solara                   | Coupé- und Cabrioversion des Camry, die nur in den USA verkauft werden. |              |
| 1999–2005                               | Toyota Cami                           | Der Cami war mit seinem sportlichen Design auf die jungen Kunden ausgerichtet. Der Cami ist ein Schwestermodell des Daihatsu Terios. |              |
| 1999–2006                               | Dario Terios                          | Kleines SUV für die Volksrepublik China. Wurde kurze Zeit auch in Japan gebaut und vertrieben. Das Modell wurde lediglich unter dem Modellnamen vertrieben. |              |
| 2000–2005                               | Toyota Echo                           | Stufenheckvariante des Yaris / Vitz, Verkauf ausschließlich in Nordamerika, baugleich mit dem Toyota Platz. |              |
| 2000–2005                               | Toyota Origin                         | Oberklassen-Limousine im Retrostil, nur Rechtslenker. |              |
| 2000–2005                               | Toyota Opa                            | Der siebensitzige Kompaktvan wurde im Oktober 2000 exklusiv auf dem japanischen Markt eingeführt. |              |
| 2002–2004                               | Toyota Voltz                          | Japan-Version des Pontiac Vibe. |              |
| 2002–2007                               | Toyota Ist                            | Nur in Japan; in den USA als Scion xA verkauft. |              |
| seit 1953                               | Toyota Crown                          | Anfangs Toyopet Crown; breite Modellreihe, aktuell in Japan als Crown Athlete, Crown Hybrid, Crown Majesta und Crown Royal erhältlich. |              |
| seit 1959                               | Toyota Coaster                        | Der Toyota Coaster ist ein Minibus, der von Toyota in Japan hergestellt wird. |              |
| seit 1967                               | Toyota Century                        | Oberklassen-Limousine; Vertrieb in Japan und einigen asiatischen Ländern. |              |
| seit 1982                               | Toyota Commuter                       | Minibus auf Basis des Hiace. |              |
| 1995–2017                               | Toyota Comfort                        | Konkurrenzmodell zum Nissan Crew, nur in Japan. Wird als beliebtes Taxi-Modell immer noch angeboten. |              |
| seit 1995                               | Toyota Avalon                         | Nur für USA/Asien. Der letzte Modellwechsel war 2012. |              |
| seit 1995                               | Toyota Tacoma                         | Pickup mit drei unterschiedlichen Kabinen. |              |
| seit 1997                               | Toyota Harrier                        | Der Lexus RX wurde in Japan und Singapur als Toyota Harrier verkauft. Die aktuelle Generation basiert nicht mehr auf dem RX, sondern auf der MC-Plattform und ist damit ein Bruder des Toyota RAV4. |              |
| 1997–2011                               | Toyota Raum                           | Kompaktvan; nur in Japan. |              |
| seit 1998                               | Toyota Tundra                         | Großer Pickup mit Sechs- oder Achtzylinder-Motor. |              |
| seit 1998                               | Toyota Sienna                         | Geräumiger Familien-Van mit Schiebetüren. Ab Februar 2010 im neuen Design. |              |
| 2000–2016                               | Toyota bB                             | Nur in Japan; erste Generation in den USA als Scion xB angeboten, in Deutschland baugleich mit Daihatsu Materia. |              |
| seit 2000                               | Toyota Kluger                         | Für Japan (nur 1. Generation) und Australien, baugleich mit Toyota Highlander und seit 2006 mit Toyota Vanguard. |              |
| seit 2001                               | Toyota Sequoia                        | Nur in den USA und auf der Arabischen Halbinsel. |              |
| seit 2001                               | Toyota Voxy                           | Technisch mit dem Noah identischer Achtsitzer. |              |
| seit 2001                               | Toyota Allion                         | Nur in Japan angebotene Stufenhecklimousine der unteren Mittelklasse, Nachfolger des Toyota Carina; Schwester des Toyota Premio mit ausgeprägterer Seitenlinie. |              |
| 2001–2007                               | Toyota Brevis                         | Nur in Japan; mit geringen Unterschieden auch als Toyota Progrès angeboten. |              |
| seit 2001                               | Toyota Noah                           | Van, nur in Japan; auch Toyota Voxy genannt. |              |
| 2001–2021                               | Toyota Premio                         | Die Limousine hat optional Allradantrieb. |              |
| 2002–2014                               | Toyota Matrix                         | Kooperation mit Pontiac (Pontiac Vibe) für Nordamerika; kein Vertrieb in Deutschland. |              |
| seit 2002                               | Toyota Probox                         | Familienfahrzeug mit viel Platz. |              |
| seit 2002                               | Toyota Alphard                        | Nur in Japan und Südost-Asien (Indonesien). Seit 2011 als Hybridversion erhältlich. |              |
| seit 2002                               | Toyota Succeed                        | Van; nur in Japan; die Lieferwagenvariante wird als Toyota Probox vertrieben. |              |
| seit 2003                               | Toyota Sienta                         | Ein Minivan. |              |
| seit 2003                               | Toyota Avanza                         | Hoch-gebauter Van der Kompaktklasse. |              |
| seit 2003                               | Toyota (Kijang) Innova                | Nachfolger des Toyota Kijang; wurde auf den Philippinen kurzzeitig als Toyota Revo angeboten. |              |
| seit 2003                               | Toyota Vios                           | Nur in Südost-Asien und in China verkaufte Kompakt-Limousine. |              |
| 2003–2017                               | Toyota WISH                           | In Asien vertriebener siebensitziger Van. |              |
| seit 2004                               | Toyota Ses'fikile                     | Personentransporter für bis zu 14 Personen, aus Südafrika. |              |
| 2004–2017                               | Toyota Isis                           | Nur in Japan angebotener Van. |              |
| 2004–2019                               | Toyota Mark X                         | Nur in Japan; in China als Toyota Reiz. |              |
| 2004–2020                               | Toyota Porte                          | Minivan; nur in Japan. |              |
| 2005–2023                               | Toyota Passo                          | Umbenannter Daihatsu Sirion, in Deutschland auch als Subaru Justy erhältlich. |              |
| seit 2005                               | Toyota Fortuner                       | Crossover mit Allradantrieb. |              |
| 2005–2017                               | Toyota Ractis                         | Minivan (Nachfolger des auch in Europa verkauften Toyota Yaris Verso); in Japan und Südeuropa erhältlich. |              |
| seit 2005                               | Toyota Rush                           | Nur in Japan; umbenannter Daihatsu Terios. |              |
| 2006–2016                               | Toyota Belta                          | Stufenheck-Limousine auf Basis des Kleinwagens Yaris. |              |
| seit 2006                               | Toyota Blade                          | Mittelklasse-Modell mit Vier- und Sechszylinder-Motoren. Baugleich mit Toyota Auris. |              |
| 2006–2017                               | Toyota Aurion                         | In Australien angebotene Limousine auf Basis des Toyota Camry. |              |
| 2006–2022                               | Toyota FJ Cruiser                     | Schwerer Geländewagen im Retro-Stil, hauptsächlich für Japan und Nordamerika. |              |
| seit 2007                               | Toyota Corolla Axio                   | Stufenheckversion des Corolla, die es auch als Kombi gibt (Corolla Fielder). In Nordamerika heißt das Modell Corolla und in Südost-Asien Corolla Altis. Seit dem Modellwechsel 2013 wird dieser Wagen nur noch in Asien und in Neuseeland angeboten, der sich seitdem optisch vom normalen Corolla unterscheidet. |              |
| 2007–2013                               | Toyota Mark X Zio                     | Variabler und edel ausgestatteter Fünfsitzer. |              |
| seit 2007                               | Toyota Quantum                        | Für Reiseveranstalter von Toyota Südafrika entwickelte Vans. |              |
| 2007–2015                               | Toyota Corolla Rumion                 | Minivan auf Corolla-Basis; in Asien und in Australien als Toyota Rukus. |              |
| seit 2007                               | Toyota Ventury Toyota Ventury Majesty | Für Reiseveranstalter von Toyota Thailand entwickelte Vans. |              |
| 2007–2013                               | Toyota Vanguard                       | Entgegen seinem Namen kein Van, sondern ein SUV. |              |
| seit 2008                               | Toyota Vellfire                       | Ausschließlich als Achtsitzer lieferbarer Van. Seit 2011 als Hybridversion erhältlich. |              |
| 2008–2017                               | Toyota Venza                          | Neuer Crossover mit Van- und Kombi-Variationen. |              |
| 2009–2017                               | Toyota SAI                            | Hybridmodell, nur in Japan angeboten. Baugleich mit dem Lexus HS 250h (in den USA und in Japan angeboten). |              |
| 2010–2021                               | Toyota Etios                          | Ein Kleinwagen für den indischen Markt, auch als Stufenheck. |              |
| seit 2012                               | Toyota Prius c                        | Ein kompaktes Hybridmodell mit der Antriebstechnik des Yaris Hybrid. Es wird unter anderem in den USA, in Australien und Japan angeboten. In Japan heißt das Modell Toyota Aqua. In Deutschland wird der Prius c nicht angeboten, da dort der Yaris Hybrid als Einstiegshybridmodell dient. |              |

## Studien
- Toyota CS&S
- Toyota Motor Triathlon Race Car
- Toyota RSC
- Toyota Fine N
- Toyota i-unit

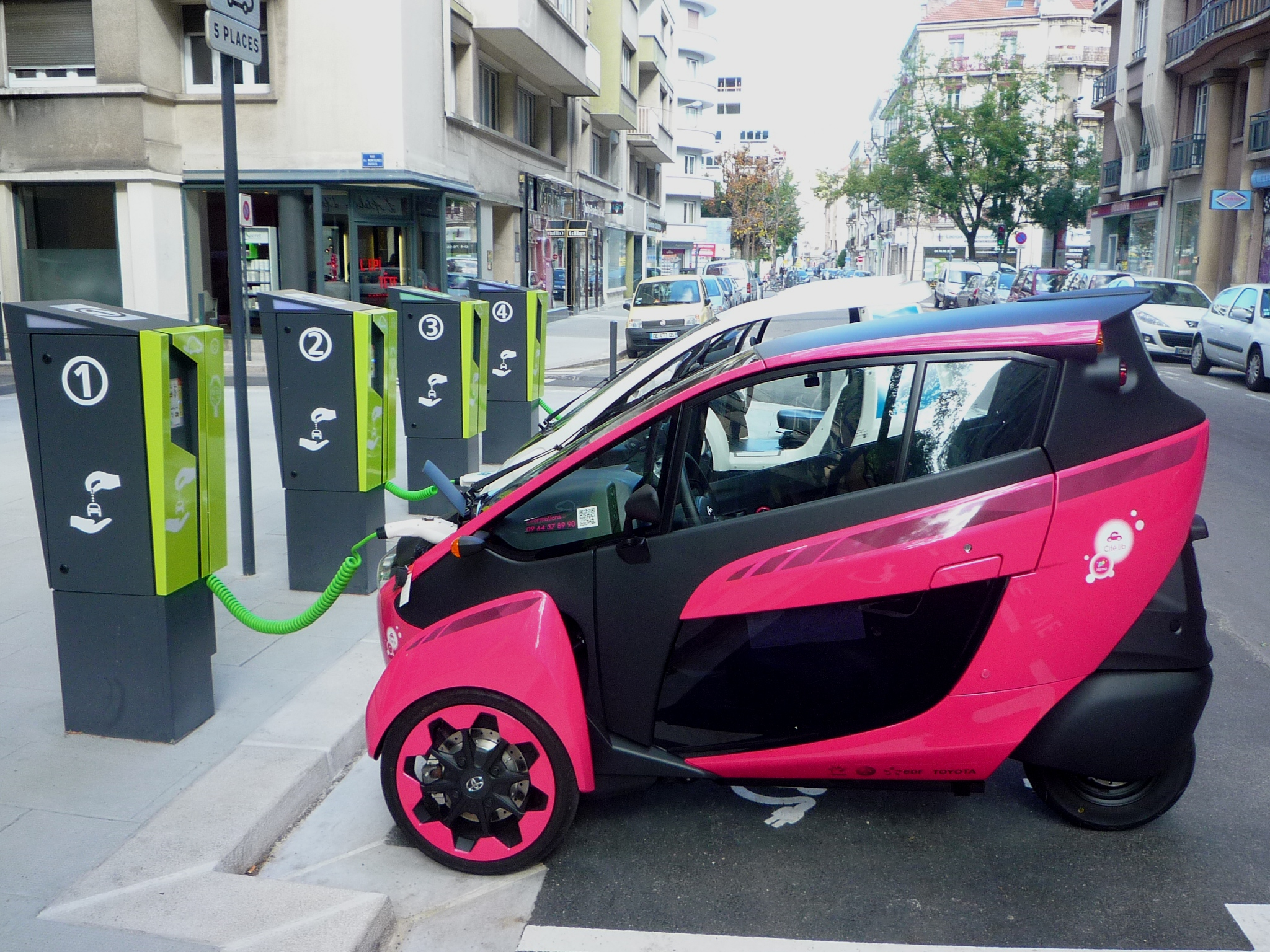
Toyota i-Road (Grenoble)

- Toyota Auris HSD – Konzeptstudie einer Vollhybrid Version des Toyota Auris speziell für den europäischen Markt
- Toyota Prius PHV (Plug-in-Hybrid Vehicle) – Weiterentwicklung des Toyota Prius Vollhybrids der dritten Generation mit 100 km/h Höchstgeschwindigkeit und 20 km Reichweite im reinen Elektroantrieb
- Toyota FT-EV – Elektrostudie auf Plattform des IQ, 110 km/h Höchstgeschwindigkeit, 80 km Reichweite
- Toyota FCHV-adv – Brennstoffzellen-Hybrid-Fahrzeug mit 830 km Reichweite (2008)[70]
- Toyota GR Super Sport Concept – Konzeptauto auf technischer Basis des Le-Mans-Prototypen Toyota TS050 Hybrid
- Toyota FCV-Concept 2013 – seriennahes Brennstoffzellen-Hybrid-Fahrzeug[71]
- Lexus LF-FC Brennstoffzellenlimousine (Oktober 2015), die die Optik des Lexus LS 2018 zeigte[72]

## Produktionsstandorte und Vertrieb

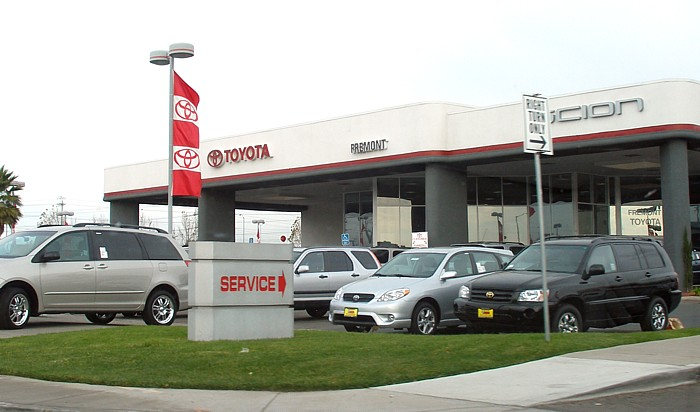
Toyotahändler in den USA

Toyota-Werke weltweit

Toyota produziert gegenwärtig (Stand Anfang der 2020er Jahre) in 63 Werken, jedoch weder in Deutschland, Österreich noch in der Schweiz. 12 Werke liegen in Japan, 51 in 26 anderen Ländern:
- Argentinien, Zárate: Toyota Argentina – gegründet 1996, Produktion des Hilux und seit 2006 des Fortuner, hier SW4 genannt, für die Region des Mercosur.
- Australien: Toyota Australia (bis 2017)
- Brasilien, São Paulo
- VR China, Changchun: Tianjin FAW Toyota Motor Company, Pkw-Produktion Toyota Vitz/Echo, Prius
- Frankreich, Onnaing bei Valenciennes: Toyota Motor Manufacturing France (Yaris)
- Großbritannien, Burnaston (Derbyshire): Toyota Motor Manufacturing (UK). Pkw-Produktion Avensis und Auris, Deeside (Flintshire): Motoren
- Indonesien, PT Toyota Motor Manufacturing Indonesia in Cikampek, West-Java: Pkw-Produktion Innova, Avanza, Fortuner and Hilux Vigo 4x2 pick-up
- Japan
  - Toyota-Stadt
    - Stammwerk (本社工場; 1938–)
    - Werk Motomachi (元町工場; 1959–)
    - Werk Kamigō (上郷工場; 1965–)
    - Werk Takaoka (高岡工場; 1966–)
    - Werk Tsutsumi (堤工場; 1970–)
    - Werk Teihō (貞宝工場; 1986–)
    - Werk Hirose (広瀬工場; 1989–)

  - Miyoshi
    - Werk Miyoshi (三好工場; 1968–)
    - Werk Myōchi (明知工場; 1973–)
    - Werk Shimoyama (下山工場; 1975–)

  - Hekinan: Werk Kinuura (衣浦工場; 1978–)
  - Tahara: Werk Tahara (衣浦工場; 1979–)
- Kanada (in Cambridge, Ontario): Toyota Motor Manufacturing Canada
- Kolumbien, Fabrik in Cota, Cundinamarca: Produktion von Lastkraftfahrzeugen der Marke Hino Jidōsha.
- Mexiko, Tijuana: Pick-up Toyota Tacoma
- Südafrika
- Thailand
  - Toyota Motor Thailand Co., Ltd. (1962)
    - Headquarters and Toyota Factory (Samrong) in Samut Prakan
    - Bangkok Office in Bangkok
    - Toyota Assembly Plant (Gateway) und Toyota Assembly Plant (Ban Pho) in Chachoengsao

  - Siam Toyota Manufacturing Co., Ltd. (1987) in Chon Buri: Produktion von Motoren[73]
  - Toyota Leasing Thailand Co., Ltd. (1993) in Bangkok
  - Toyota Automobile Technology Co. Ltd. (1998) in Chachoengsao
- Türkei, Adapazarı: Auris und Corolla Verso
- Tschechien, Kolín: Toyota Motor Manufacturing Czech Republic, Produktion des Toyota Aygo, bis 2021 zusammen mit dem Peugeot 107, später Peugeot 108 und Citroën C1
- USA, Pkw-Produktion Toyota Camry
- Venezuela, Cumaná: Toyota De Venezuela C.A,
- Polen, Toyota Motor Industries Poland (TMIP): Dieselmotoren in Jelcz-Laskowice, Benzinmotoren und Getriebe in Wałbrzych
- Russland, Toyota Motors Manufacturing Russia (TMMR) in Sankt Petersburg: Toyota Camry für den russischen Markt

Vertrieben werden die Autos in mehr als 160 Ländern weltweit.

## Weitere zu Toyota gehörende Automarken und spezielle Technologien
Zur Toyota Motor Company gehören neben der Marke Toyota noch die automobile Premium-Marke Lexus sowie die Marke Scion, die speziell für den nordamerikanischen Markt der unter 25-Jährigen gedacht war.
Zur Toyota-Gruppe gehören auch der Kleinwagenhersteller Daihatsu und der LKW- und Bushersteller Hino Motors.
Seit Oktober 2005 besteht eine Kooperation zwischen Fuji Heavy Industries (FHI) und Toyota. Seit April 2008 hält Toyota eine Minderheitsbeteiligung von 16,5 % an FHI und damit an der von FHI produzierten Automarke Subaru. Mit 5,9 % ist Toyota seit November 2006 auch am Hersteller Isuzu beteiligt.
Im August 2017 gaben die Mazda Motor Corporation und die Toyota Motor Corporation bekannt, die 2015 angekündigte Unternehmens- und Kapital-Allianz zu bilden. Dafür tauschen die beiden Unternehmen jeweils Aktien im Wert von 50 Mrd. Yen über eine Drittanbietervereinbarung aus. Toyota hält damit 5,05 Prozent an Mazda, während Mazda 0,25 Prozent an Toyota hält.
Die bisherige Baureihe Crown wurde mit Einführung der 16. Generation ab 2022 zu einer Submarke ausgebaut und aufgewertet.
Toyota ist der Vertreiber der D-CAT-Technologie und ist Marktführer in der Hybridfahrzeugtechnologie. Im Rahmen der Internationalen Automobil-Ausstellung (IAA) 2009 unterstrich die Toyota-Geschäftsführung die Vorteilhaftigkeit der entwickelten Technologien und zweifelte die Konkurrenzfähigkeit von Elektrofahrzeugen vor dem Jahr 2020 an.

## Zur Toyota-Gruppe gehörende Unternehmen (Auswahl)

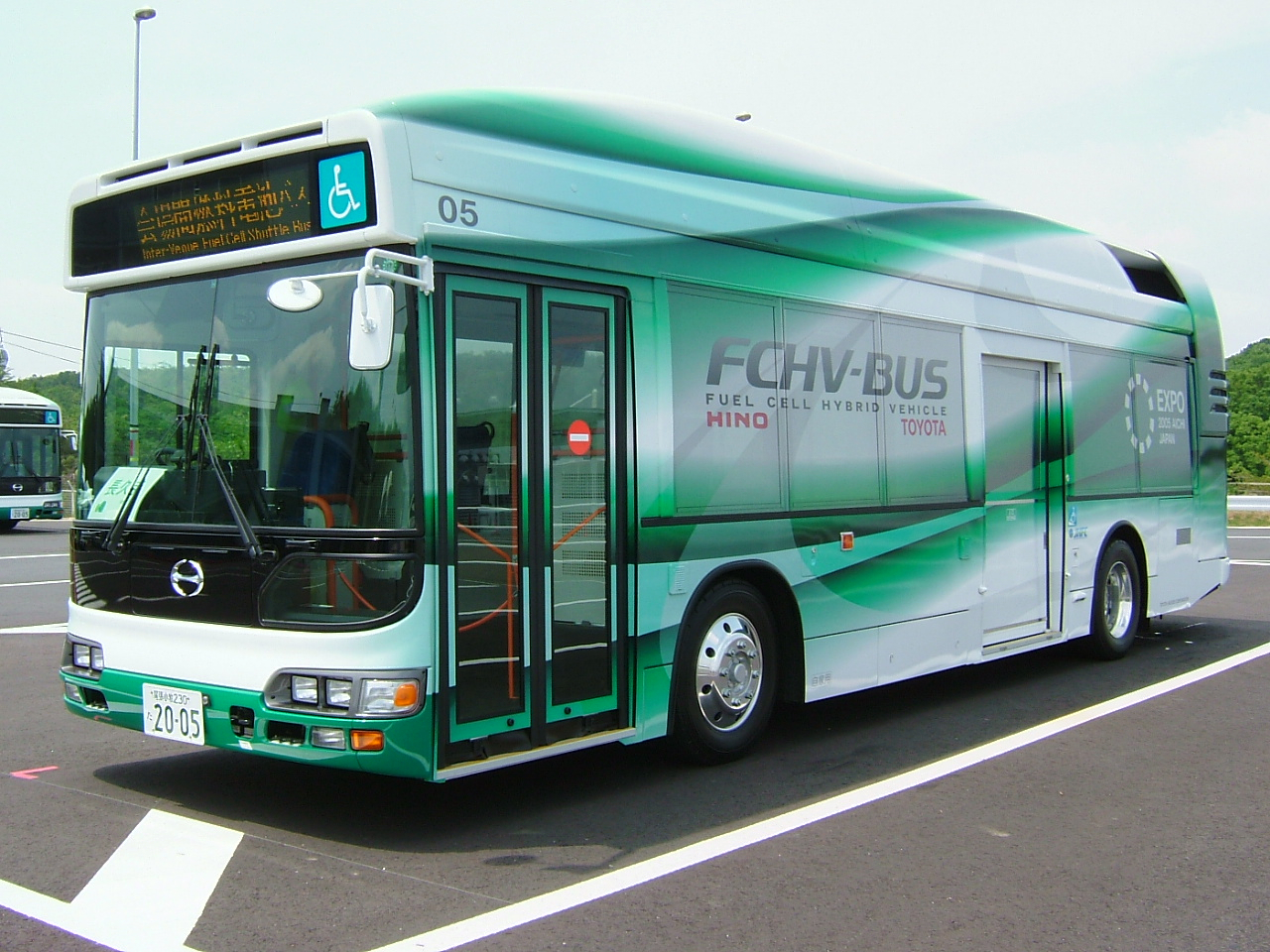
Von Toyota und Hino entwickelter Brennstoffzellenbus im Einsatz auf der Expo 2005 in der Präfektur Aichi

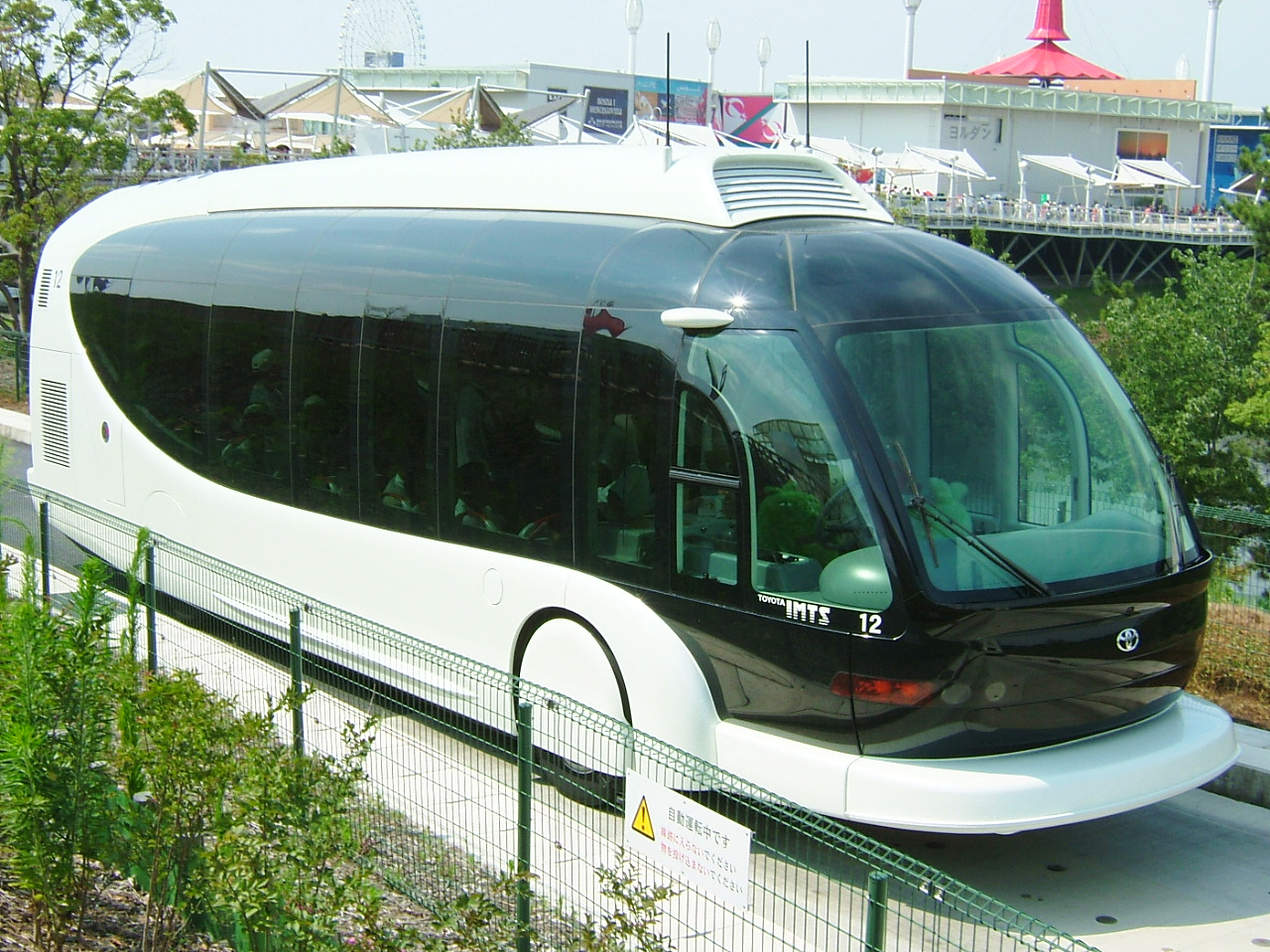
Toyota Intelligent Multimode Transit System (führerlos) auf der Expo 2005

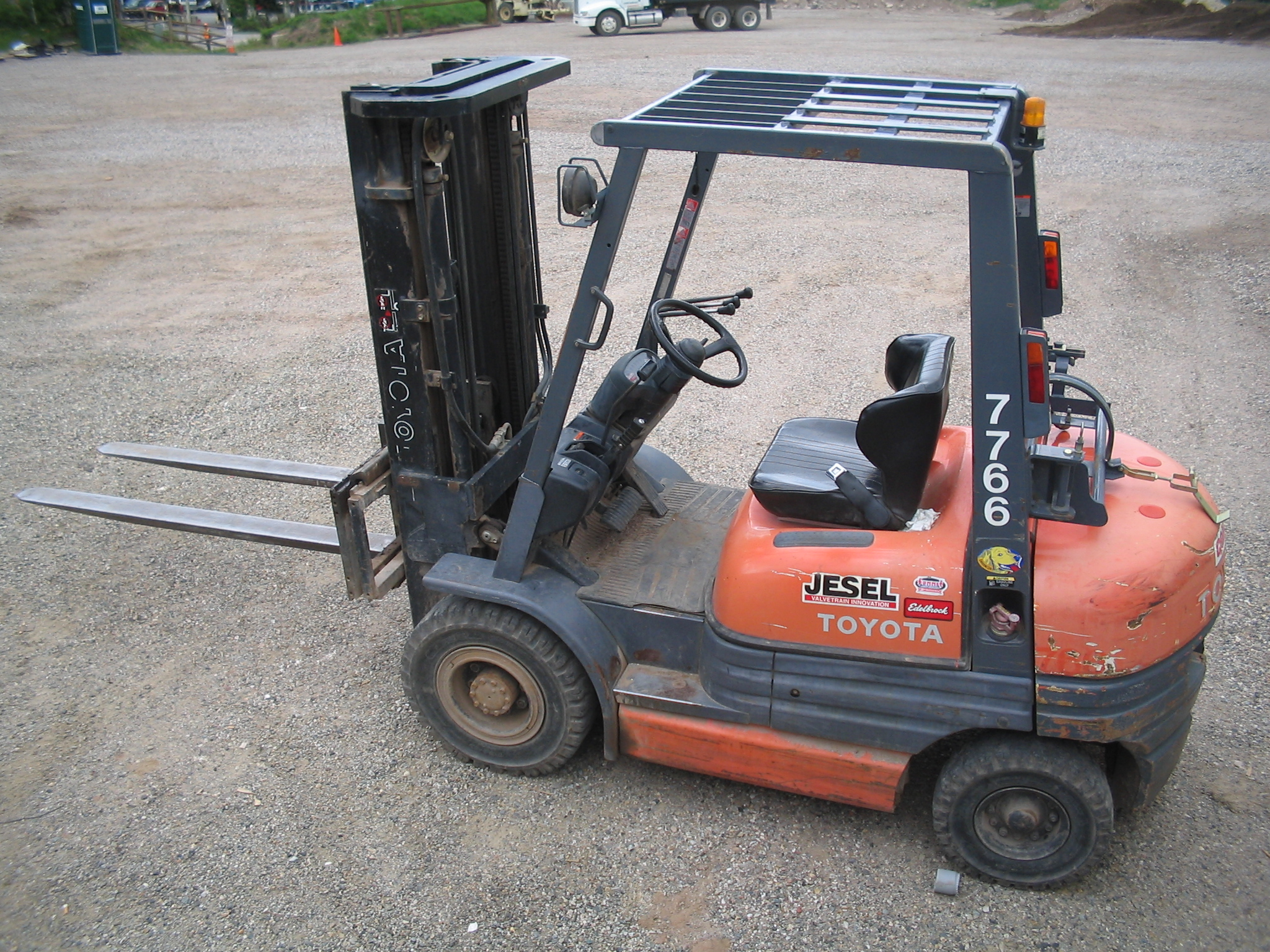
Gabelstapler von Toyota

Zur Toyota Gruppe gehören unter anderem folgende Unternehmen:
- Toyota Motor Corporation, Ltd. • (gegründet im August 1937)
- Toyota Motor Sales Corporation, Ltd. • (gegründet im April 1950, im Juli 1982 mit der Toyota Motor Corporation verschmolzen)
- Toyoda Spinning & Weaving Corporation, Ltd. • (gegründet 1918, 1943 mit der Toyota Motor Corporation verschmolzen)
- Toyota Industries Corporation (gegründet im November 1926 als Toyoda Automatic Loom Works, Ltd.)
- Aichi Steel Works, Ltd. • (gegründet im März 1940)
- JTEKT Corporation (gegründet im Januar 1921)
- Toyota Auto Body, Ltd. • (gegründet im August 1945)
- Toyota Tsūshō Co. • früher: Toyoda Tsusho Kaisha, Ltd. (gegründet Juli 1948)
- Aisin Seiki Corporation, Ltd. • (gegründet im März 1943)
- Denso Co. • früher: Nippondenso Corporation, Ltd. (gegründet im Dezember 1949)
- Toyota Boshoku Corporation • (gegründet 1918 als Toyoda Boshoku Corporation, Ltd., im November 1943 mit Toyota Motor Corporation verschmolzen, im Mai 1950 erneut unabhängig geworden als Minsei Spinning Corporation, Ltd., August 1967 Umfirmierung in Toyoda Boshoku Corporation, verschmolzen mit Toyota Kako Corporation, Ltd. im Oktober 2000)
- Towa Real Estate Corporation, Ltd. • (gegründet im August 1953)
- Toyota Central Research and Development Laboratories, Inc. • (gegründet im November 1960)
- Kanto Auto Works, Ltd. • (gegründet im April 1946)
- Toyoda Gosei Corporation, Ltd. • (gegründet im Juli 1949)
- Hino Motors, Ltd. • (gegründet im Oktober 1966)
- Daihatsu Motor Corporation, Ltd. • (gegründet im März 1907, Cooperation mit Toyota seit 1967)

Im Oktober 2018 haben Toyota und Softbank die Gründung von Monet Technologies als Joint Venture bekanntgegeben. Die Toyota Motor Corporation hält außerdem Beteiligungen an der Subaru Corporation sowie KDDI. Ende 2022 hielt Toyota 3,1 Prozent Aktien der Toyo Tire Corporation, nach Umsatz weltweit der zehntgrößte Reifenhersteller.

## Motorsport

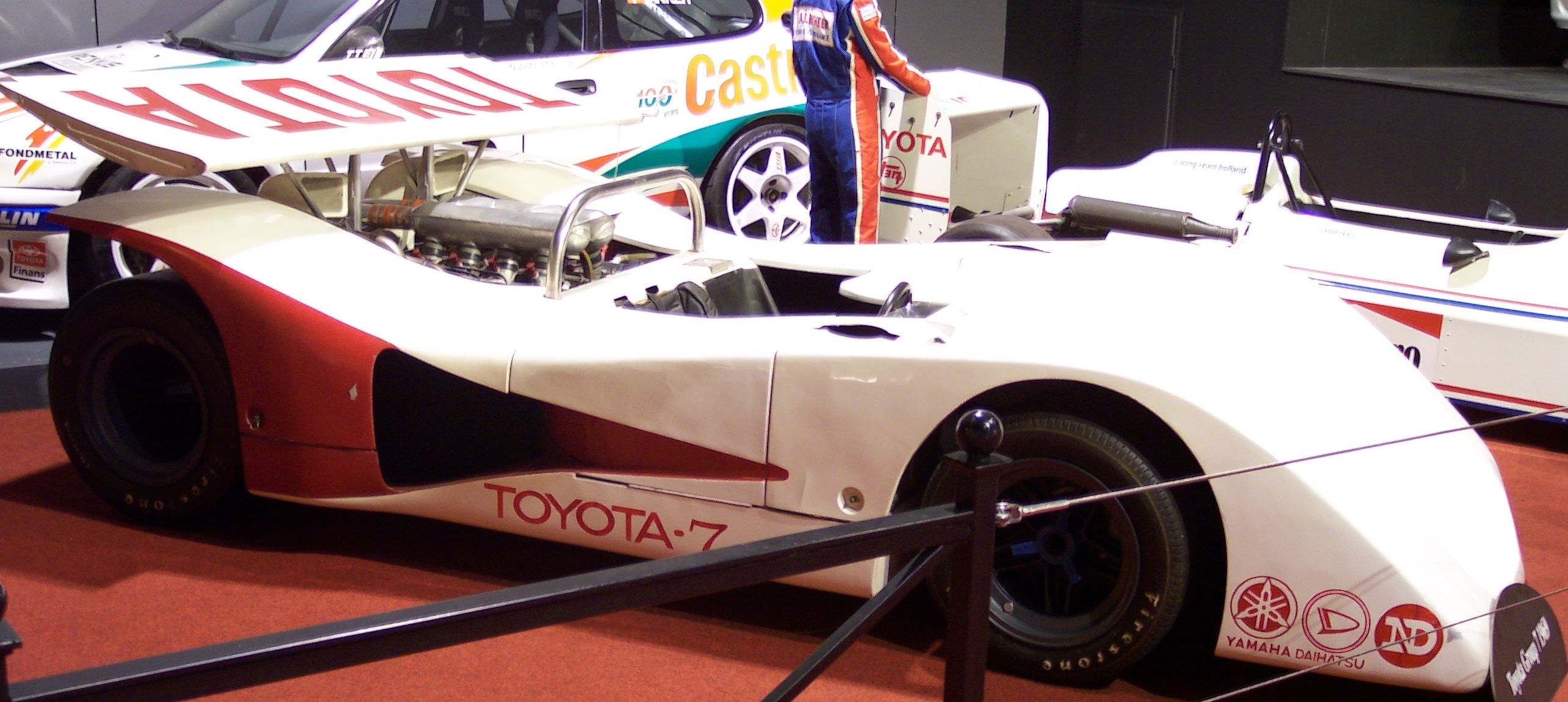
Toyota Seven CanAm V8 (1969)

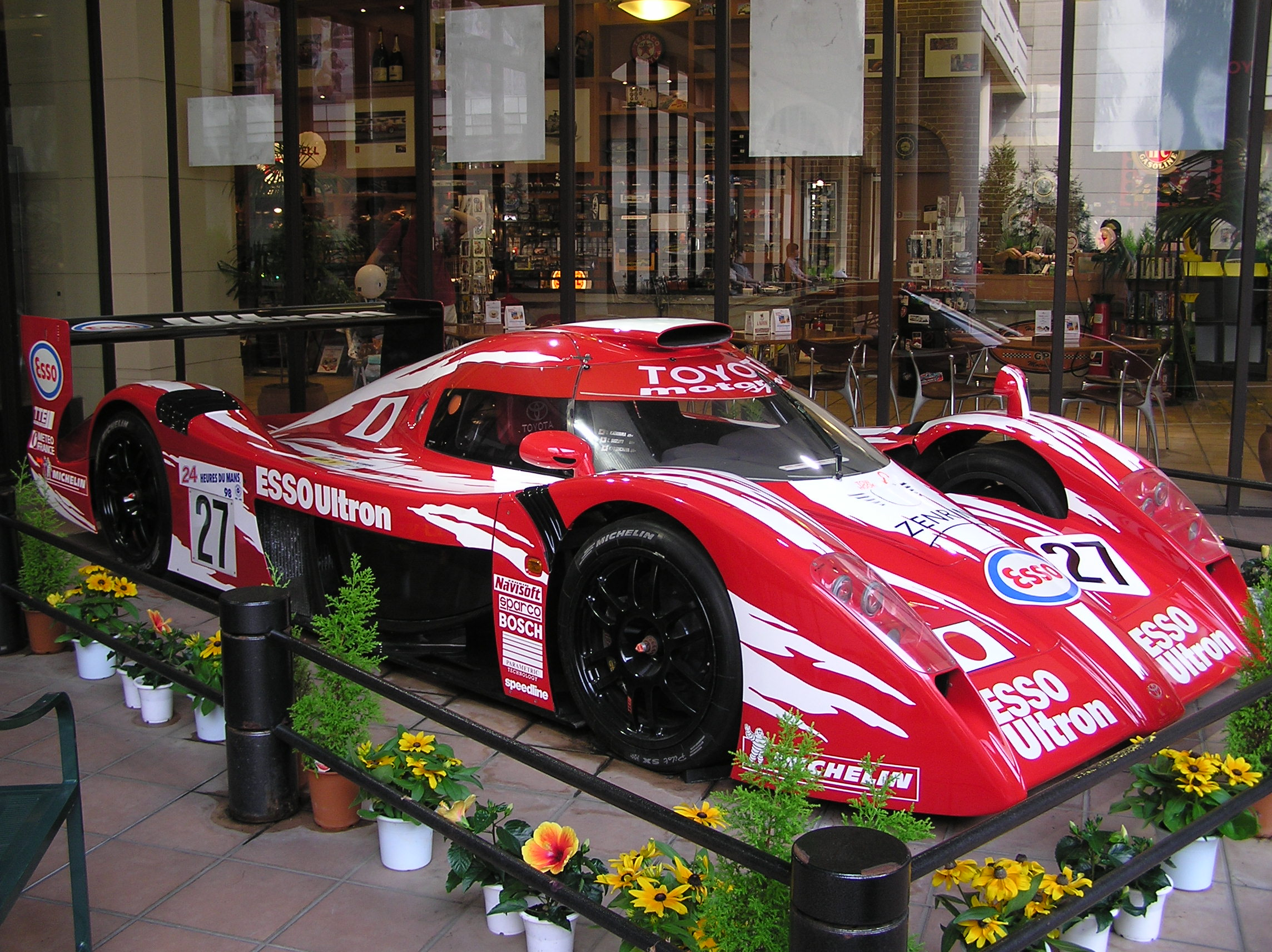
Toyota GT-One, 1998 und 1999 in Le Mans eingesetzt

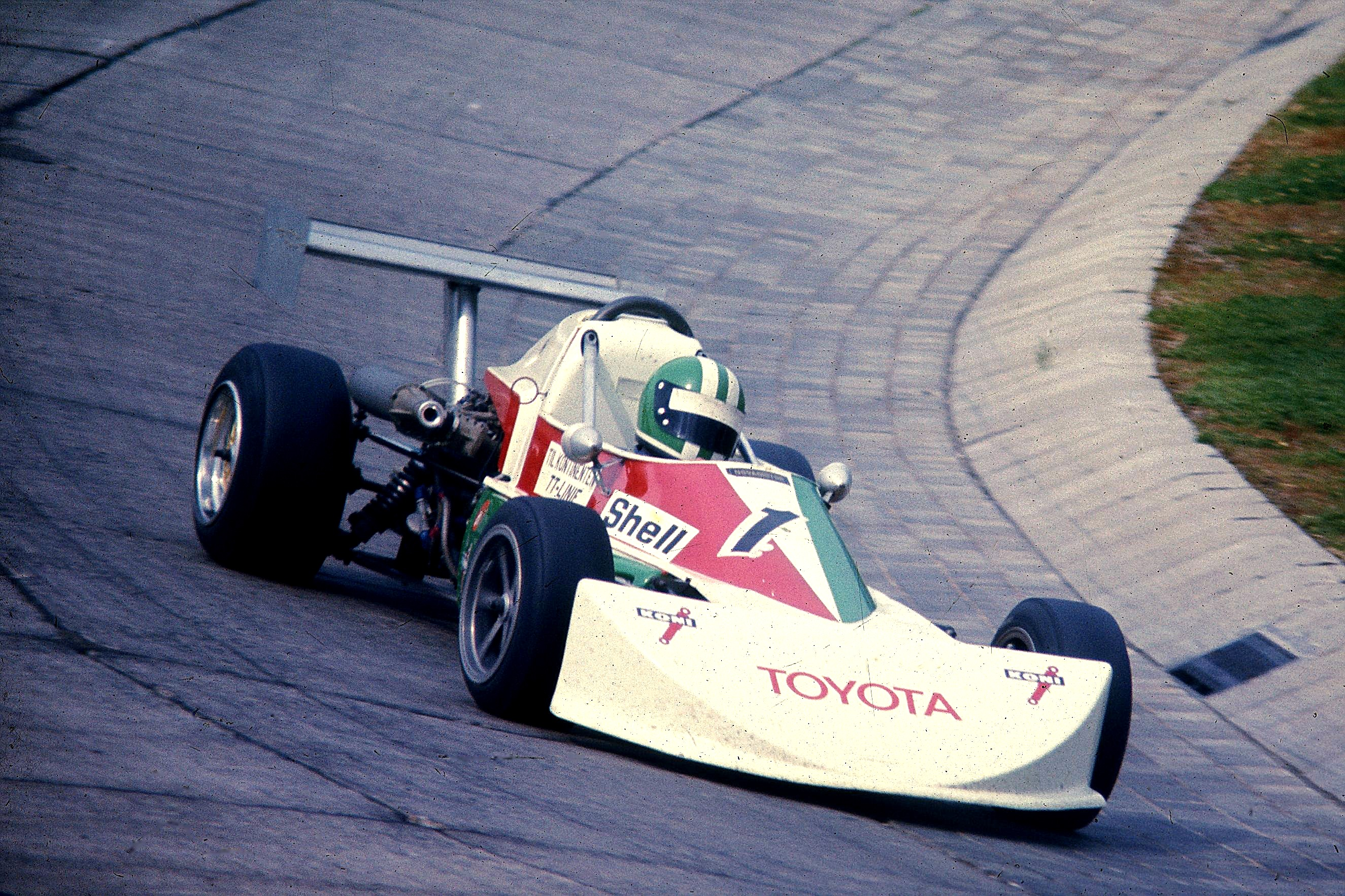
March-Toyota Formel 3 (1976)

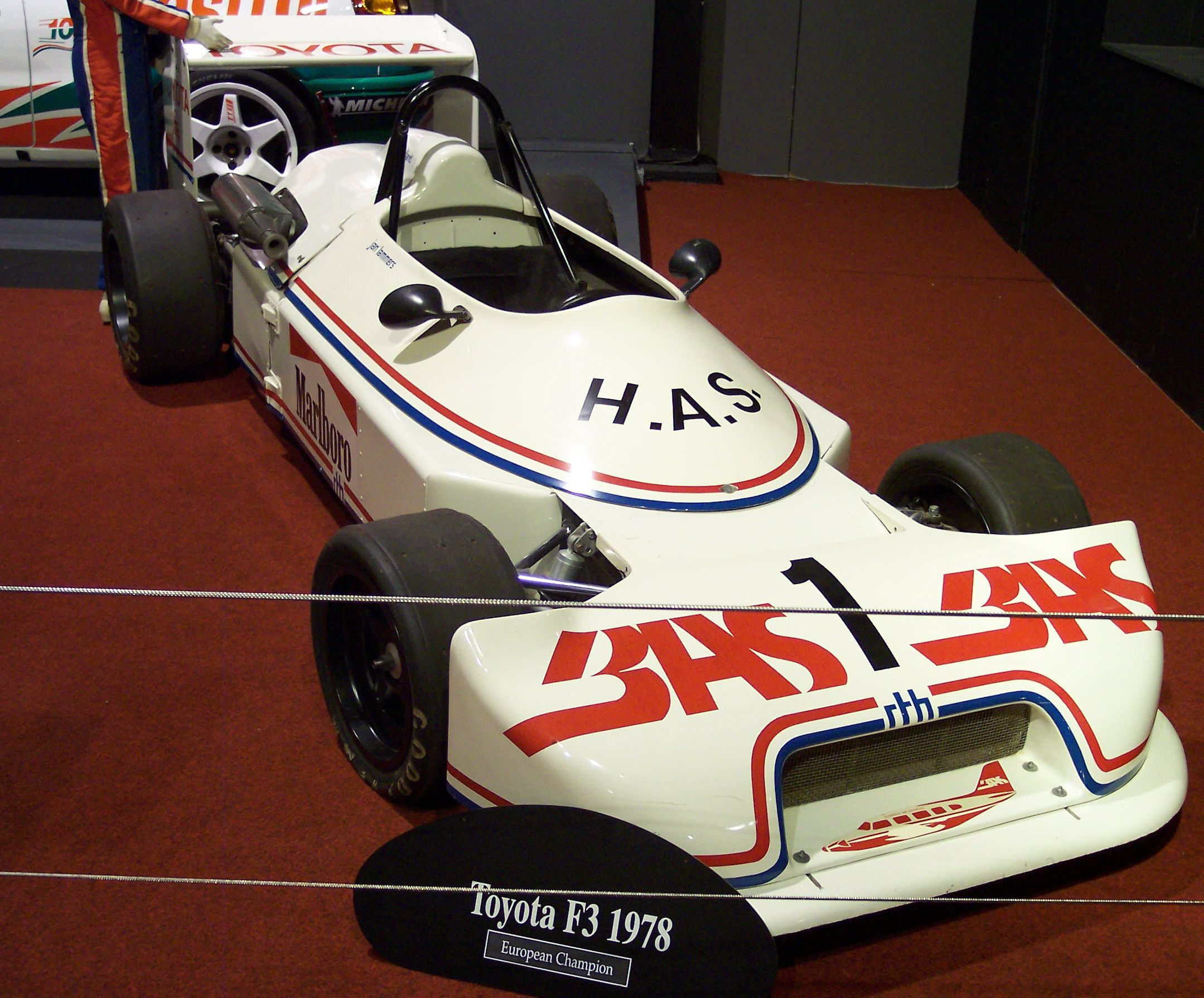
Toyota-RALT Formel 3 (1978)

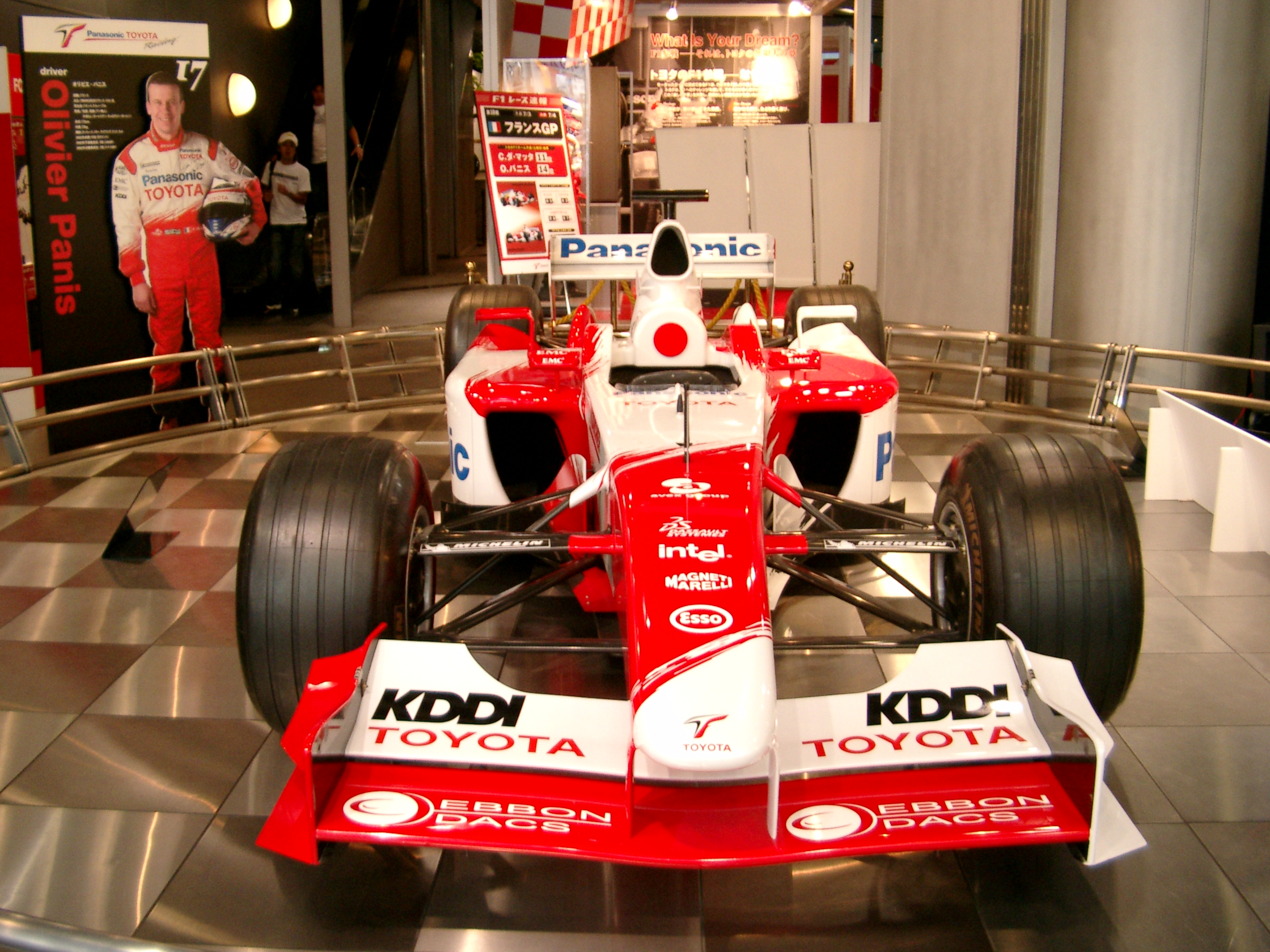
Formel-1-Rennwagen TF103 von Olivier Panis (2003)

Seit mehreren Jahrzehnten feiert Toyota große Motorsport-Erfolge in der Formel 3 und im Rallyesport. Verantwortlich dafür war das Kölner Team Toyota Europe (TTE), das sich auf das Tunen von Toyota-Serienfahrzeugen spezialisiert hat.
Ende der 1990er-Jahre entschied sich Toyota, auch in der Formel 1 an den Start zu gehen. Hierzu wurde das Werksteam Toyota Racing gegründet, das ebenfalls von Köln-Marsdorf aus arbeitete. 2002 stieg das Team in die Formel 1 ein, 2005 erreichte es mit Rang 4 seine beste Platzierung in der Konstrukteurswertung. Am 4. November 2009 gab Toyota den Rückzug aus der Formel 1 mit Ende der Saison 2009 bekannt. Als Grund nannte Toyota die hohen Kosten, die mit dem Engagement verbunden sind.
Seit der Saison 2007 geht Toyota auch als einziger nicht US-amerikanischer Automobilhersteller bei der NASCAR-Serie an den Start. Gefahren wird dort mit einem Rennwagen, der sich an den Toyota Camry anlehnt.
2012 kehrte Toyota nach Le Mans (24-Stunden-Rennen von Le Mans) zurück und nahm mit seinem neuen Hybrid-Benziner-LMP1 auch an der Sportwagen-WM teil.

## Der Slogan „Nichts ist unmöglich“
1985 wurde erstmals der Werbeslogan „Nichts ist unmöglich“ von Toyota verwendet. Dieser wurde in einem Fernseh-Werbespot mit sprechenden Tieren gezeigt und unter anderem dadurch zu einem der beliebtesten Werbesprüche. Die Werbefilme steigerten innerhalb von 14 Tagen den Bekanntheitsgrad der Marke Toyota um 176 Prozent. Die Spots waren so beliebt, dass bei der zuständigen Werbeagentur telefonische Anfragen zu den Sendeterminen eingingen. „Der Spruch hat sich so tief in unser Bewusstsein eingegraben, dass es Bill Clinton, als er auf Deutschland-Besuch in Berlin war und den Satz ‚Nichts ist unmöglich‘ fallen ließ, aus dem Publikum entgegenschallte: ‚Tooyooota‘.“ Überlegungen, den Slogan positiver zu formulieren „Alles ist möglich …“ wurden schnell verworfen. Es blieb bei dieser prägnanteren Formel, die typisch japanischen Unternehmergeist und Zukunftsoptimismus ausdrücken soll.

## Sponsoring und Lobby-Aktivität
Toyota war von 1997 bis 2014 Namenssponsor des Snowboard-Wettbewerbs Toyota Big Air, von 2005 bis 2014 Namenssponsor der FIFA-Klub-Weltmeisterschaft und von 2007 bis 2012 Namenssponsor der Handball-Bundesliga. Das Unternehmen ist seit 2002 Hauptsponsor der Kölner Haie und seit 2017 Sponsor der Olympischen Spiele sowie des Team Deutschland. Außerdem ist Toyota Namensgeber der Sportstätten Toyota Center in Houston, Toyota Field in San Antonio, Toyota Park in Bridgeview und Toyota Stadium in Frisco.
Im Oktober 2024 berichtete Bloomberg, dass Toyota keine LGBT-Veranstaltungen mehr unterstützen werde. Laut Anfang 2025 erschienenen Recherchen von Public Citizen gehört Toyota zu den größten finanziellen Unterstützern von Klimaleugnern im US-Kongress. Im Vorfeld der US-Präsidentschaftswahl 2024 spendete Toyota entsprechenden Abgeordneten demnach insgesamt die 9-fache Summe Fords und die doppelte General Motors’ (GM), darunter an James Comer, Cathy McMorris und David Schweikert.